# 吹田市
吹田市（すいたし）は、大阪府の北摂三島地域に位置する市。中核市に指定されている。1940年（昭和15年）市制施行。
古代の行政区画では、現在の吹田市のほとんどの範囲は三島郡に属する。大宝律令（701年）で三島郡が島上郡と島下郡に分割されて以降は、島下郡に属した。
神崎川沿いの河港として古くから栄え、近代以降はビールのまち（大阪麦酒吹田村醸造所、現在のアサヒビール吹田工場）、鉄道のまち（吹田操車場）へと変貌を遂げ、現代以降は千里ニュータウンの造成、日本万国博覧会の開催で知名度を上げた。吹田操車場の跡地は吹田貨物ターミナル駅と北大阪健康医療都市（健都）としてそれぞれ再整備された。万博会場の跡地は万博記念公園として整備され、太陽の塔や市立吹田サッカースタジアム、ららぽーとEXPOCITYなどがある。

## 地理
- 位置 

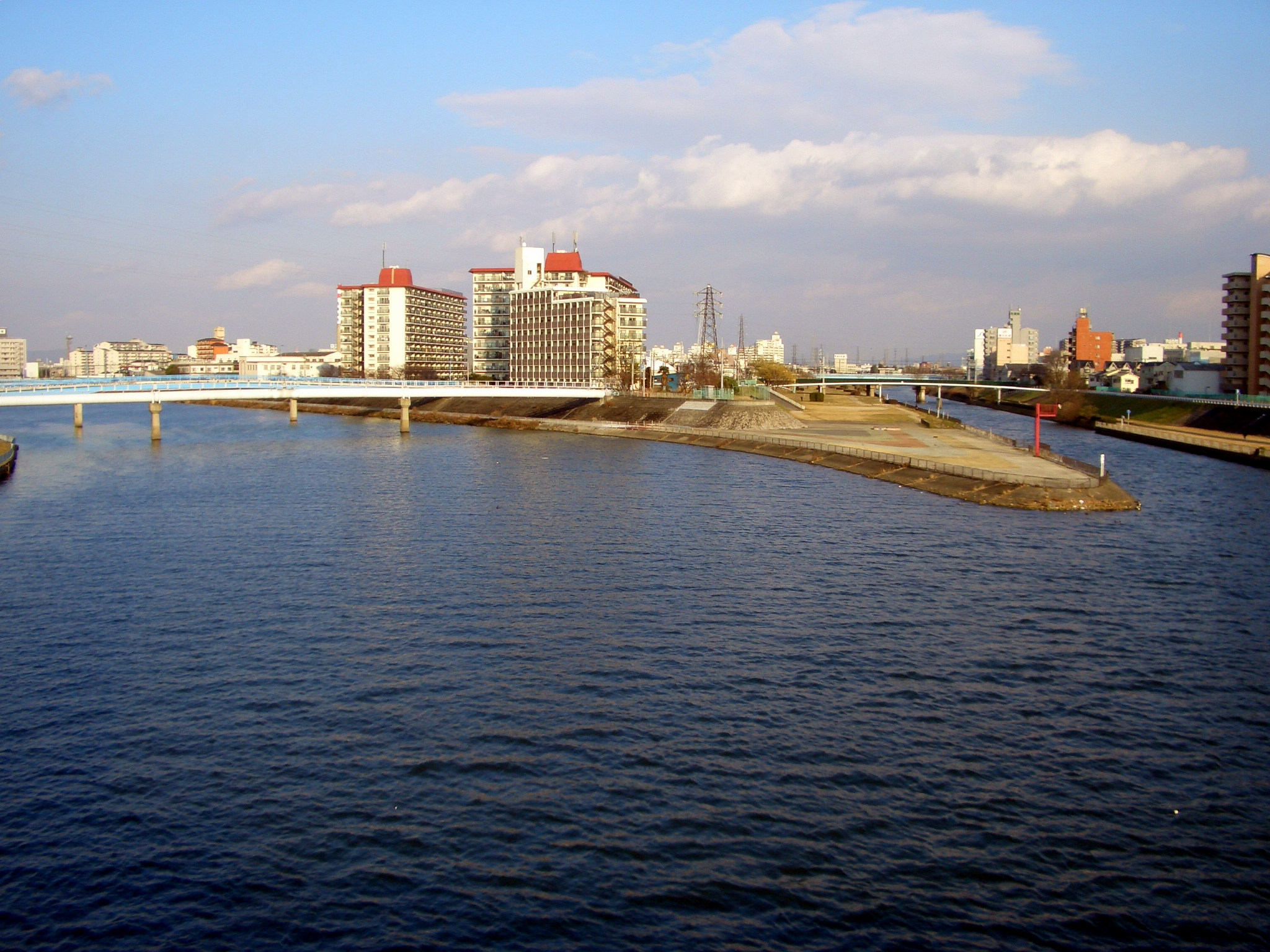
神崎川と安威川の合流点

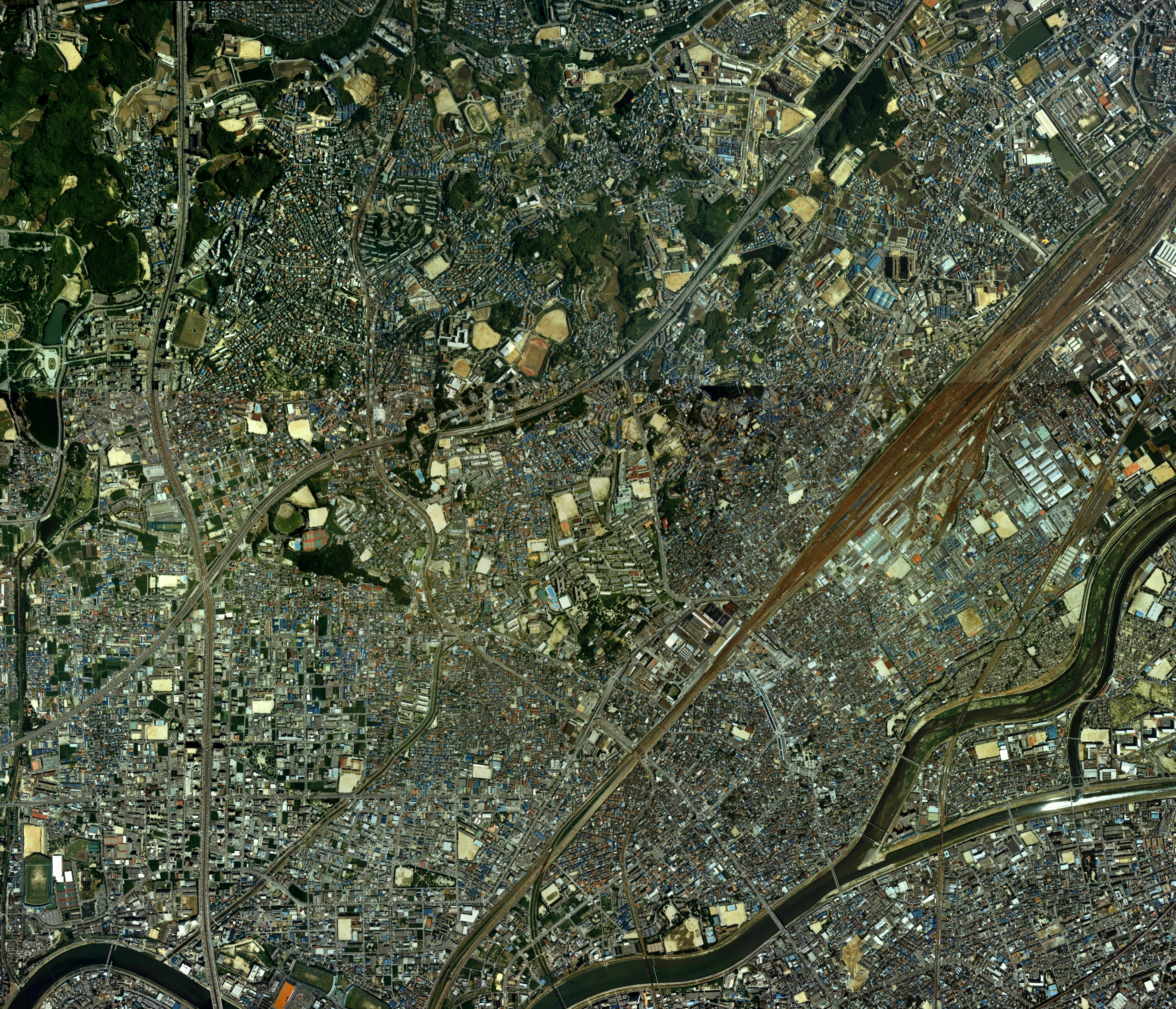
吹田市中心部周辺の空中写真。1985年撮影の8枚を合成作成。。

  - 東端（吹田市青葉丘南）：北緯34°48'22" 東経135°33'22"
  - 西端（吹田市芳野町）：北緯34°45'04" 東経135°29'13"
  - 南端（吹田市南吹田2丁目）：北緯34°44'42" 東経135°30'29"
  - 北端（吹田市藤白台5丁目）：北緯34°49'52" 東経135°30'18"

市域の北側は、なだらかな千里丘陵で占められ、南側は淀川・安威川・神崎川や、千里丘陵を源流とする川から運ばれた堆積物で造られた平地になっている。
標高は、1.5mから115.7m。
市域は、東西に6.4km、南北に9.6kmで、面積は36.11km2である。吹田市域の地質は、北部の千里丘陵の大阪層群（千里山累層）の古期洪積層と、南部の安威川・神崎川沿岸低地の沖積層の2つから構成される。北部の洪積層は、約200万年前から約1万年前に土砂が堆積した地層。
南部の沖積層は、約1万年前以降にできた地層である。かつては海がすぐそばまで迫っており、豊津、高浜といった地名が今に残る。安威川は市域の南端を、神崎川は東から西に流れる。
千里丘陵を源流とする山田川・糸田川・正雀川・高川が北から南に流れ、安威川および神崎川に合流する。
当地域に自然の大きな湖沼は無く、釈迦ヶ池・新からま池・宮ヶ谷池・竜ヶ池・牛ヶ首池・王子池・高町池など、多くのため池が設けられている。
佛念寺山断層（上町断層帯）が東隣の豊中市北部から南へ続き、市境を通って吹田市南部で市内に入る。
吹田市内では江坂付近を経て、南の大阪市内の上町断層本体へつながる。また、吹田市域のすぐ北に高槻有馬構造線がある。どちらの断層でも地震が発生したら、吹田市内では震度7相当との予測がある。
なお、吹田市内に存在する主要な公共交通機関については#交通を参照のこと。

### 主要な地形
山地
- 千里丘陵

河川系

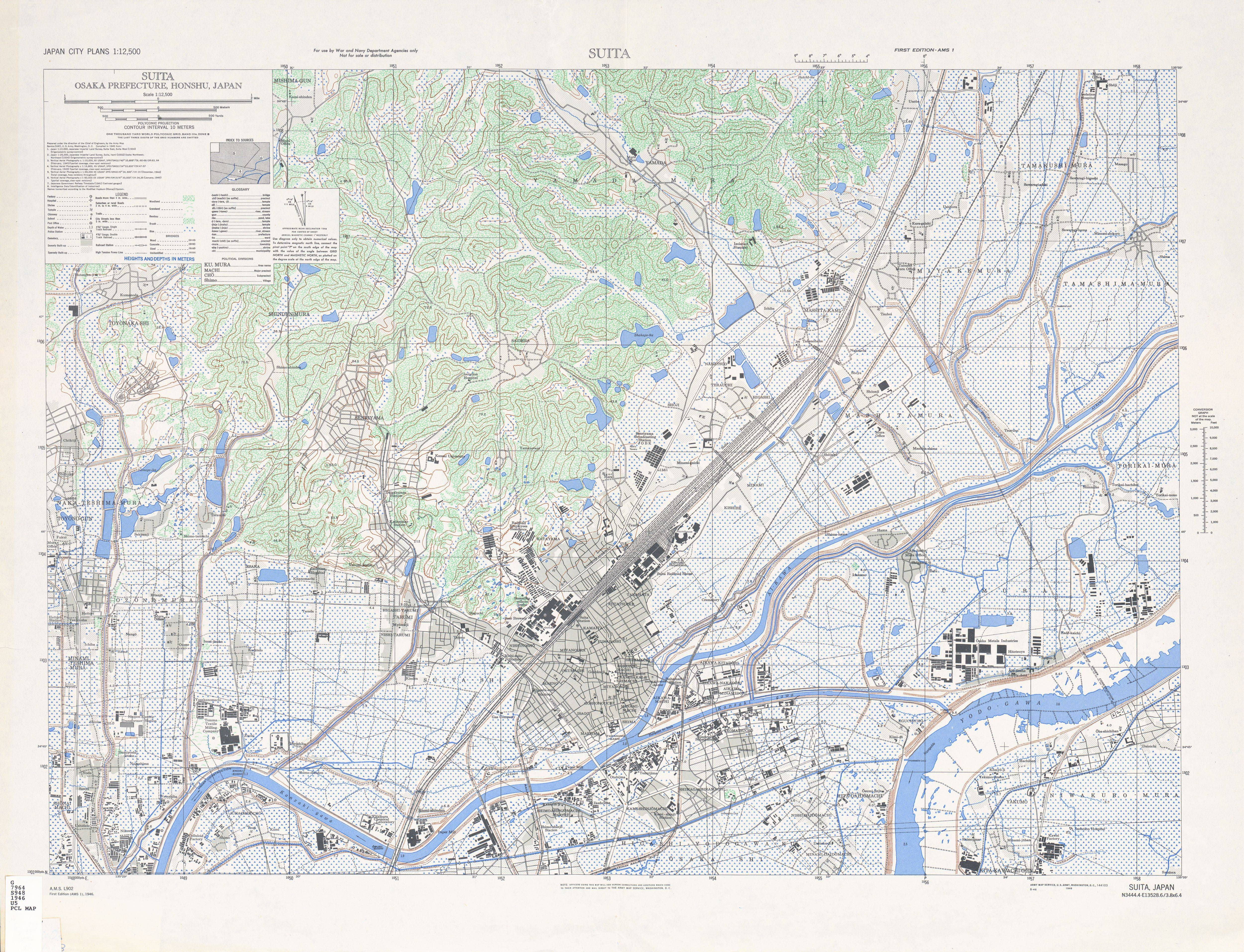
吹田附近の地形。昭和20年代に米軍が作成

- 河川 - 淀川、安威川、神崎川、山田川、糸田川、正雀川、高川、新大正川、三条川
- 湖沼 - 釈迦ヶ池、新からま池、宮ヶ谷池、竜ヶ池、牛ヶ首池、王子池、高町池

### 気候
瀬戸内海式気候区の気候で、温暖ではあるが、雨が少ない。「吹田」の地名は「水田」から来ていると考えられるほど、かつての稲作地帯ではあるが、昔から雨が少ないことは多数のため池が象徴的に表している。
2004年度の統計で、晴天が223日で、0.1mm以上の降水日は87日である。
| 年度 | 平均気温 | 最高気温 | 最低気温 | 平均湿度 | 平均風速 | 降水総量 |
| ---- | -------- | -------- | -------- | -------- | -------- | -------- |
| 2000 | 17.7℃    | 38.3℃    | －0.5℃   | 67%      | 1.6m/s   | 1139.6mm |
| 2001 | 18.5℃    | 40.2℃    | －1.3℃   | 66%      | 1.6m/s   | 1032.0mm |
| 2002 | 17.6℃    | 38.1℃    | －2.7℃   | 66%      | 1.6m/s   | 829.0mm  |
| 2003 | 17.4℃    | 36.3℃    | －2.8℃   | 68%      | 1.5m/s   | 1421.0mm |
| 2004 | 18.5℃    | 38.6℃    | －1.8℃   | 64%      | 1.5m/s   | 1365.5mm |

### 隣接する自治体
cf.　大阪府の市町村全図 ：≪外部リンク≫ “大阪府”. （公式ウェブサイト）.  国土地理院. 2011年8月2日閲覧。
cf.　大阪府の市町村全図 ：≪外部リンク≫ “大阪府 地図”. Mapion 都道府県地図（ウェブサイト）.  Mapion. 2011年8月2日閲覧。
- 茨木市：東部から北東部にかけて隣接。吹田ジャンクションに重なるような形で茨木市小坪井という飛び地が存在する。これは埋め立てられ縮小した茨木市の池（八丁池）の名残りである。
- 箕面市：北部で隣接。
- 豊中市：西部で隣接。千里丘陵から服部緑地にかけては市街地の中に境界が走っており、南部は高川が境界となっている。
- 大阪市：南部で東淀川区および淀川区と隣接。基本的に神崎川が境界となっているが、川を挟んで数か所、互いに張り出してる箇所がある。
- 摂津市：東部で隣接。

### 市内の地域
cf.　≪外部リンク≫ “吹田市（大阪府）の住所･地名の読み仮名”.   市町村.com. 2011年8月2日閲覧。
cf.　≪外部リンク≫ “吹田市”. （公式ウェブサイト）.  日本郵便. 2011年8月2日閲覧。

## 地名の由来
- 吹田の地名の由来は吹田大宮高浜神社に伝わる。５世紀前後の頃、河内国次田邑の豪族　次田連（スキタムラジ／【新撰姓氏録】には吹田連）一族が淀川を渡り、次田村を興したのが「吹田」の始まり。吹田大宮高浜神社はその次田連一族の氏神神社で、祖神の火明命（天照国照彦天火明串玉饒速日尊）、とその息子の天香具山命（高倉下命）の二柱を祀る。社名の高浜とは吹田の別名である。異説では、深田が吹田になったとも、水田庄から吹田になったとも云われている。
- 「吹」を「すい」と読むのは音読み。「吹」の字を含み、音読みの「スイ」と読ませる熟語としては「吹鳴（すいめい）」「吹奏楽（すいそうがく）」「鼓吹（こすい）」などがある[注釈 1]。
- 「吸田市」は誤記。

## 歴史
※新暦導入以前（1872年以前）の日付は和暦による旧暦。丸括弧内は西暦で、1581年以前はユリウス暦、1582年以降はグレゴリオ暦。

### 有史以前
- ステゴドン[注釈 2]の下顎骨の化石が市内2箇所で発見されている。
- 後期旧石器時代：市域にある遺跡から石器が発見されており、この頃から人が住んでいたことが分かる。
- 縄文時代：吉志部遺跡で石の鍬などが発見されている。
- 弥生時代：弥生土器が、垂水遺跡・五反島遺跡など、市内数箇所で発見されている。
- 古墳時代初期：垂水西原古墳が築かれた。
- 古墳時代後期：吉志部古墳、出口古墳、新芦屋古墳が築かれる。またこの頃、当地域（現・吹田市域）では須恵器がたくさん焼かれていた。

### 近世以前
古代

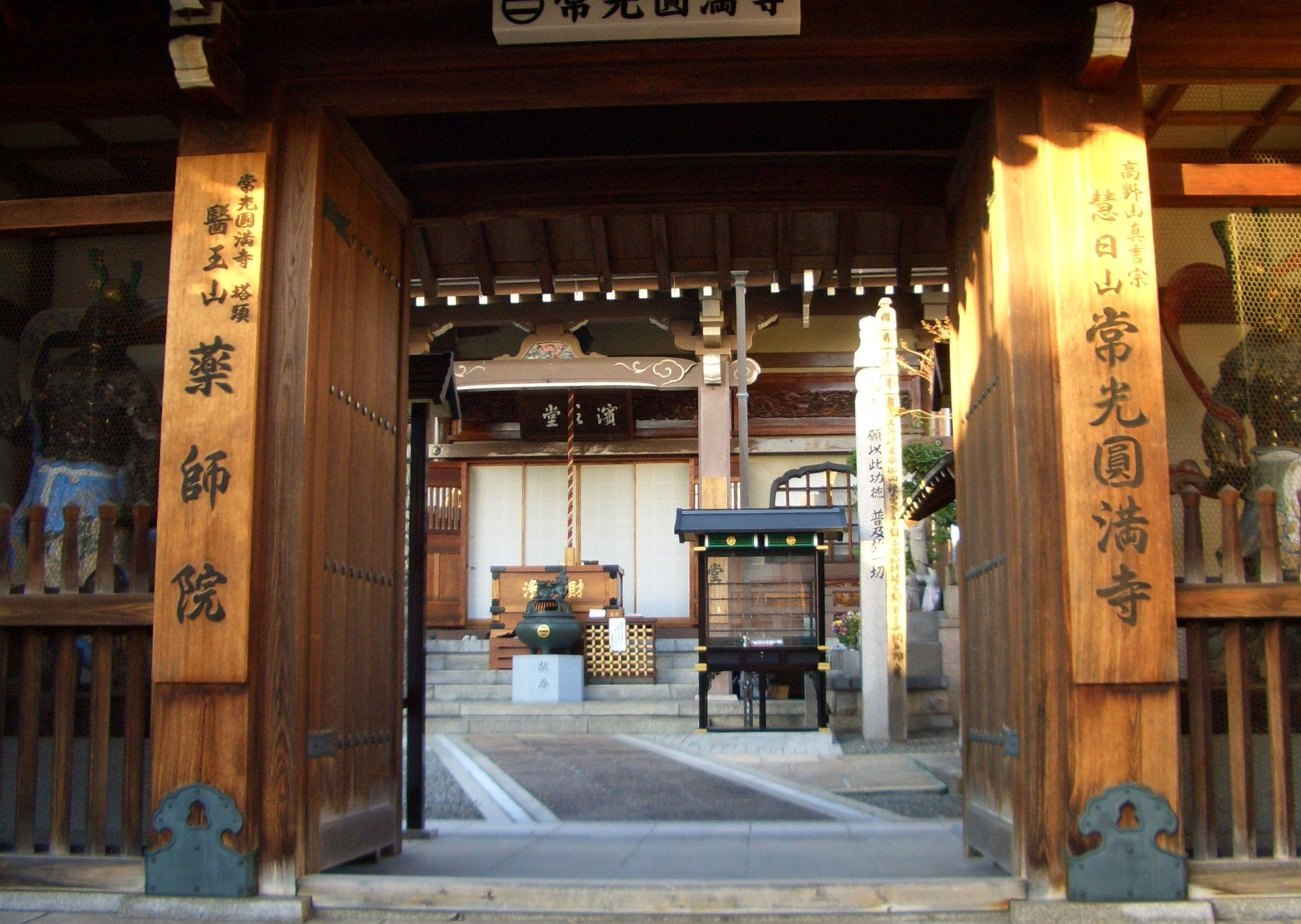
常光円満寺

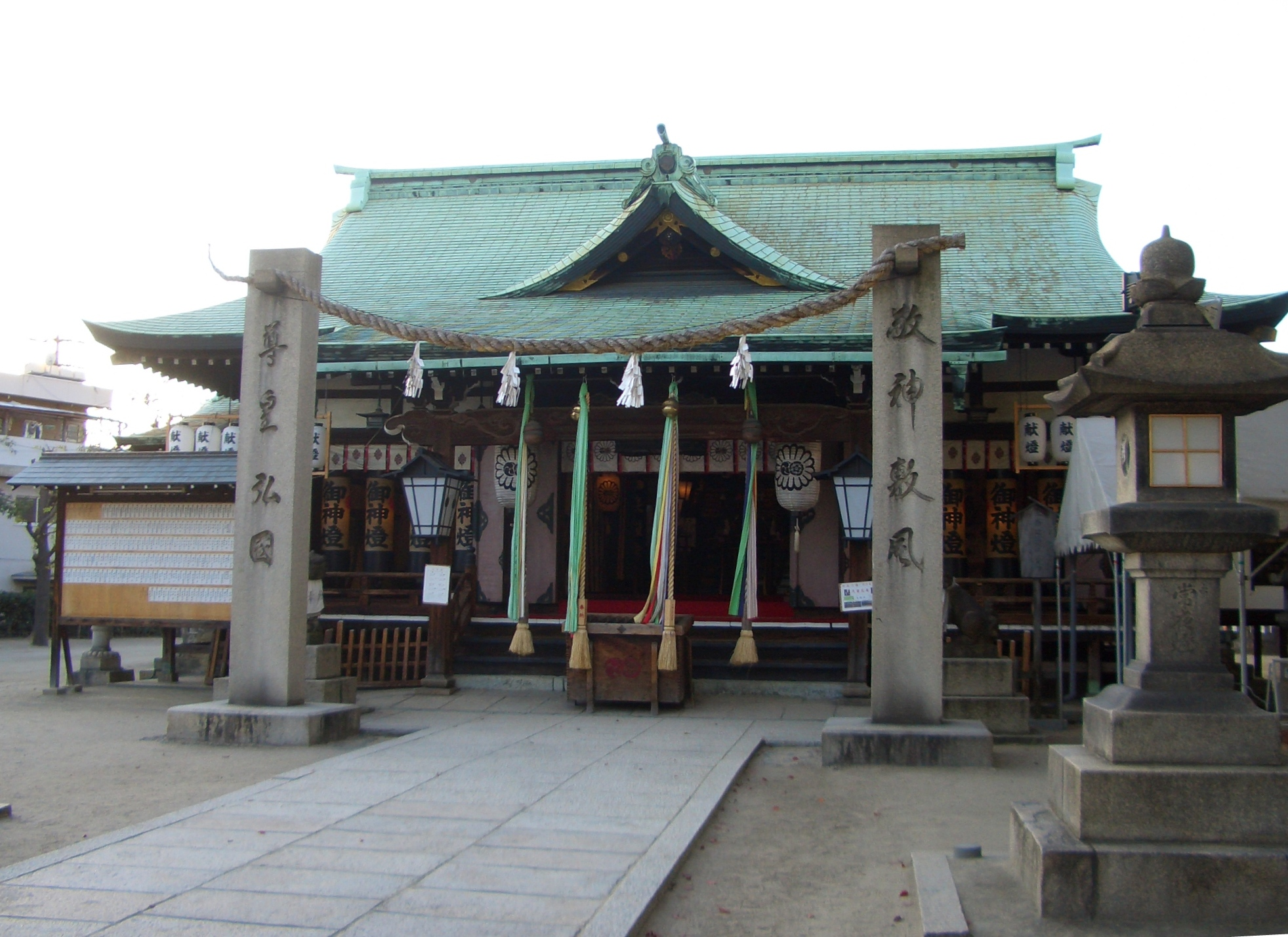
泉殿宮

- ５世紀前後の頃、河内国次田邑の豪族「次田連（スキタムラジ）・【新選姓氏録】には吹田連」一族が淀川を渡り、次田邑（吹田村）を興した。（高浜神社の歴史参照）
- 雄略天皇21年（499年頃）天照大神の神勅により豊受大神を丹波国から伊勢に遷宮する途中、山田の大神木（現在の尺谷17丁目辺り。尺谷（シャクタニ)は“仮宮の谷”が“借宮の谷”に誤記されたものが省略された呼称）に仮宮を建て１年余り鎮座した。（元伊勢伝承の一つ）
- 安閑天皇元年（534年、古墳時代後期）：三島の県主が天皇に当地域（現・吹田市域相当）内の40町を献上したと『日本書紀』に記載されている。
- 奈良時代：「次田堀川」（すきたのほりかわ）の記述が行基年譜に見受けられる。行基が吹田に堀川や垂水布施所を築いた。
- 天平7年（736年）：行基が常光円満寺（吹田市元町）を開いたと伝えられる。その他、行基開祖と伝えられる寺院がいくつかある。
- 天平16年（744年）：当地域で 難波宮（難波京）の瓦を焼いていた。七尾瓦窯跡。
- 延暦4年（785年）：和気清麻呂により、神崎川と淀川を直結させる工事が行われ、西国から船で大阪湾、神崎川をとおり京都へ向かう河港として発達した。もともと、西国街道・亀岡街道なども通っており、陸路・水路とも西国と京都を結ぶ交通の要衝として発達した。
- 延暦13年（794年）：当地域で平安京創建時の屋根を葺いた緑釉瓦を焼いていた。吉志部瓦窯跡。
- 弘仁3年（812年、平安時代初期）：東寺の荘園垂水荘が開かれる。
- 貞観7年（865年、平安時代前期）：「清住寺領吹田庄」成立との記述が歴史書に見受けられる。この後にも興福寺領吹田東荘、西園寺家領吹田西荘といった荘園が開かれ、貴族の遊行の地ともなる。
- 貞観11年（869年）：泉殿宮（吹田市西之庄町）が創建される。

中世
- 寛喜2年（1230年、鎌倉時代）：太政大臣の西園寺公経が有馬湯（ありまのゆ。有馬温泉）の湯水を吹田にあった別荘「吹田殿」に運ばせ、入浴して楽しんだという記録が、『明月記』（藤原定家）に残る。藤原定家自身も建暦2年（1212年）に「吹田小屋」で遊んだという記録がある。
- 建武3年・延元元年（1336年、鎌倉時代末期）：「水田城」の記述が歴史書に見受けられる。水田城がどこにあったかは不明。
- 室町時代：常光円満寺が足利将軍家の菩提寺となり、手厚い保護のもと隆盛する。広大な境内に僧兵もいたと伝えられている。

近世
- 元亀2年（1571年、室町時代末期）：水田城にいた吹田氏が和田氏（高槻城主）に敗れる。
- 応仁の乱以降の戦国時代の戦火で、当地域の主な神社仏閣が焼失し、町屋にも大きな被害が出たとの記述が歴史書に見受けられる。
- 慶長15年（1610年、江戸時代初期）：応仁の乱の戦火によって焼失していた吉志部（きしべ）神社が、朝鮮半島からの渡来してきた吉志一族の子孫によって再建される。
- 宝永3年（1706年）：摂津国島下郡（しましもこおり）吹田村の一部が江戸幕府直轄地の天領（旗本領）から「仙洞御料」（上皇の領地）になる。この仙洞御料時代の壮大な庄屋が明治時代に改修され、西尾邸（在・吹田市内本町）として残っている。これ以降、吹田村は竹中氏および柘植氏の旗本領と仙洞御料に分かれるが、複雑に入り組んだ領地であった。そのため、実際の村の統治を3領主が話し合う三方会所が設置された。さらに吉志部村領内に一村規模の出作地を持ち、出作方を含めて「吹田四方」とも言われる。吹田市域にあった他の村も吹田村と同じく、天領・高槻藩・淀藩・旗本領などが複雑に入り組んだ「入組支配」が行われた。
- 寛政10年（1798年）：『摂津名所図会』に「吹田の渡し」が描かれる。

### 近代
太平洋戦争以前
- 1876年（明治9年）：大阪-京都間に鉄道が開通。吹田駅開業。
- 1878年（明治11年）：神崎川が付け替えられ、現在の流れの位置になった。
- 1880年（明治13年）：釈迦ヶ池に鴨猟に来ていたドイツ皇帝フリードリヒ3世の息子のハインリヒを住民が殴打し、外交問題となった。
- 1889年（明治22年）4月1日：町村制の施行により島下郡吹田村が発足。
- 1891年（明治24年）：大阪麦酒（アサヒビールの前身企業）の創業（吹田工場の竣工）。
- 1896年（明治29年）4月1日：吹田村の所属郡が三島郡に変更。
- 1908年（明治41年）4月1日：吹田村が町制施行して三島郡吹田町となる。町役場は旗本であった竹中氏の陣屋（城郭）建物が利用された。
- 1921年（大正10年）4月1日：北大阪電気鉄道の十三-淡路-豊津間が開通。東吹田駅／西吹田駅（現在の阪急吹田駅）、豊津駅開業。
- 1922年（大正11年）：吹田市山手町に関西大学の千里山学舎（現・千里山キャンパス）が完成。関西大学が大阪市内から移転する。
- 1923年（大正12年）：吹田操車場が操業を開始。「ビールと操車場の町」と呼ばれる。
- 1924年（大正13年）：国鉄吹田駅、東へ200m移転して現在地に。
- 1928年（昭和3年）1月16日：新京阪鉄道（現在の阪急京都線） 淡路-高槻町（現・高槻市駅）間が開通。吹田町駅（現・相川駅）、正雀駅開業。
- 1934年（昭和9年）：生活貧窮者の保護、医療施設「弘済会（現・大阪市立弘済院）」が山田事業所を三島郡山田村（現吹田市古江台）に建設する。
- 1934年（昭和9年）：室戸台風によって豊津小学校と岸部小学校の校舎が倒壊。生徒多数が犠牲になる。
- 1936年（昭和11年）：府道 大阪高槻京都線が開通。産業道路と呼ばれる。神崎川の水運、鉄道輸送に加え道路ができたことで、これ以降、JR京都線（吹田操車場）、神崎川、産業道路沿いに工場が建ち始める。
- 1940年（昭和15年）4月1日：大阪府下で7番目に市制を施行して吹田市が発足。当時は、面積20.45km2、人口63,181人であった。当初の市役所は吹田町役場（竹中氏陣屋建物）がそのまま利用された。

### 現代
太平洋戦争以降
- 1952年（昭和27年）：朝鮮戦争に反対する人たちが吹田事件を起こす。
- 1956年（昭和31年）：住宅公団の千里山団地が建設。吹田がベッドタウンとなるはしり。
- 1960年代：千里ニュータウンの開発。
- 1962年（昭和37年）：千里ニュータウンの入居開始。
- 1963年（昭和38年）：京阪神急行電鉄（現・阪急）の千里山駅-新千里山（現・南千里駅）間が開通。大阪学院大学が開学。
- 1965年（昭和40年）：大阪中央環状線の開通。
- 1967年（昭和42年）3月1日：阪急千里線が北千里駅まで延伸。北千里駅に日本初の自動改札機が設置される。
- 1969年（昭和44年）：地下鉄堺筋線（当時は大阪市営地下鉄、現在のOsaka Metro）と阪急千里線、京都線との相互乗り入れ開始。

日本万国博覧会開催期間中の会場風景。中央に太陽の塔が見える。1970年4月撮影。

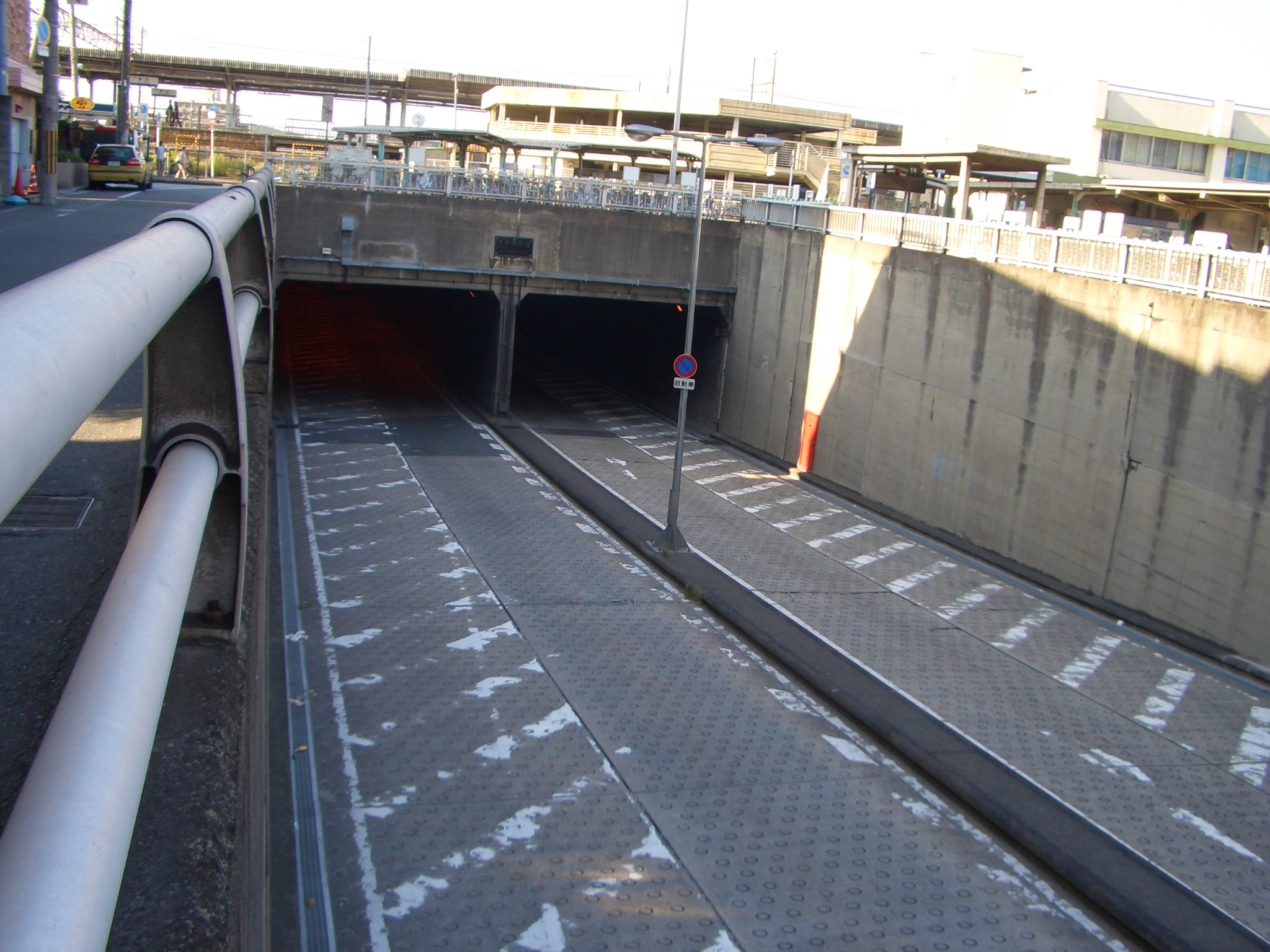
岸部地下道

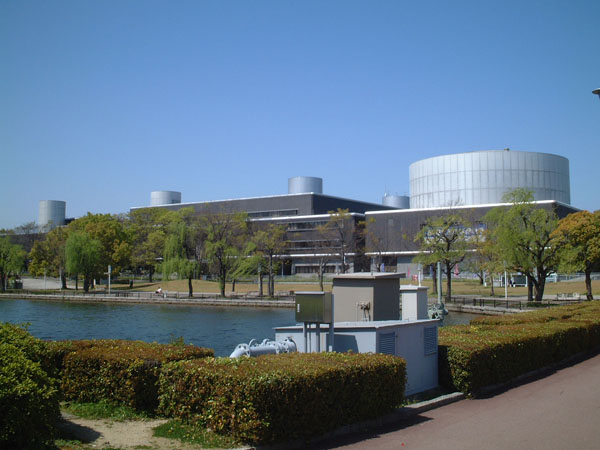
国立民族学博物館

- 1970年（昭和45年）：日本万国博覧会の開催に合わせて、鉄道道路が整備され、多くが同年に完成している。主なものは以下のとおり（※のちに完成したものも含む）。
  - 同年2月24日：地下鉄御堂筋線江坂駅の開業（新大阪駅-江坂駅間の開通）。
  - 同年2月24日：北大阪急行電鉄万国博中央口駅の開業（江坂駅-万国博中央口駅の開通）。
  - 同年3月1日：名神高速道路、吹田ジャンクション（吹田JCT）の供用開始。近畿自動車道、および、中国自動車道との接続。
  - 同年3月1日：近畿自動車道、吹田JCT-門真IC間の開通。
  - 同年3月1日：中国自動車道、吹田JCT-中国豊中IC間の開通。
  - 同年3月、新御堂筋：開通。その後、1981年（昭和56年）に国道423号へ昇格。
  - 翌年3月：岸部地下道の開通。
- 1970年（昭和45年）3月14日- 9月13日：当地にて日本万国博覧会（通称：大阪万博）が開催される。
- 1970年（昭和45年）4月11日：市制30周年を記念して「吹田市民の歌」を制定。
- 1977年11月：万博記念公園内に国立民族学博物館が開館。
- 1977年（昭和52年）：吹田市藤白台に国立循環器病センター、竣工。8月から診察開始。
- 1984年（昭和59年）2月1日：吹田操車場が廃止され、吹田信号場となる。
- 1990年（平成2年）3月：大阪モノレール本線（当時は大阪高速鉄道、現在の大阪モノレール）南茨木駅-千里中央駅開通。万博記念公園駅、山田駅開業。
- 1993年：大阪大学医学部附属病院が大阪市から吹田キャンパスに移転する。
- 1998年（平成10年）6月：大阪モノレール彩都線 万博記念公園駅-阪大病院前駅開通。公園東口駅、阪大病院前駅開業。
- 2001年4月1日、「地方分権一括法」によって特例市に移行。
- 2007年1月30日：吹田操車場跡地にて吹田貨物ターミナル駅（当時は仮称）の起工。
- 2015年：EXPOCITYおよび市立吹田サッカースタジアムが開業。
- 2019年3月16日：JRおおさか東線 新大阪駅-放出駅開通。南吹田駅開業。

### 行政区域の変遷
- 1940年（昭和15年）4月1日 - 三島郡吹田町・千里村・岸部村・豊能郡豊津村が合併して発足。
- 1953年（昭和28年）7月1日 - 三島郡新田村の一部（大字下新田）を編入。
- 1955年（昭和30年）10月15日 - 三島郡山田村を編入。
- 1958年（昭和33年）1月1日 - 大字山田小川・山田別所・山田下の各一部を茨木市に編入。

## 行政
- 国の機関
  - 吹田簡易裁判所 : 管轄区域は、吹田市と摂津市。
  - 吹田年金事務所 : 管轄区域は、吹田市、高槻市、茨木市、摂津市、三島郡。
  - 吹田税務署 : 管轄区域は吹田市と摂津市。
  - 大阪第一国際交流会館 : 1号館,2号館（吹田市津雲台）。独立行政法人。
  - 日本万国博覧会記念機構 : 独立行政法人、2014年4月1日に解散。

### 行政機構
- 市長
  - 副市長
  - 会計管理者

### 歴代市長
| 歴代 | 氏名       | 就任年月日                | 退任年月日                | 備考                                                                                      |
| ---- | ---------- | ------------------------- | ------------------------- | ----------------------------------------------------------------------------------------- |
| 1    | 川端信治郎 | 1940年（昭和15年）7月2日  | 1942年（昭和17年）9月8日  | 市会選挙1期。                                                                             |
| 2    | 山崎隆義   | 1942年（昭和17年）11月7日 | 1946年（昭和21年）11月6日 | 官選1期。                                                                                 |
| 3    | 岡本太郎   | 1947年（昭和22年）4月6日  | 1951年（昭和26年）4月23日 | 公選1期。                                                                                 |
| 4    | 木村熊次郎 | 1951年（昭和26年）4月24日 | 1955年（昭和30年）5月27日 | 公選1期。日本社会党所属。大阪府出身。                                                     |
| 5    | 山口冨次郎 | 1955年（昭和30年）5月28日 | 1959年（昭和34年）4月30日 | 公選1期。大阪府出身。                                                                     |
| 6    | 村田静夫   | 1959年（昭和34年）5月14日 | 1963年（昭和38年）4月30日 | 公選1期。鹿児島県出身。                                                                   |
| 7    | 村田静夫   | 1963年（昭和38年）5月14日 | 1967年（昭和42年）4月28日 | 公選2期。                                                                                 |
| 8    | 山本治雄   | 1967年（昭和42年）5月14日 | 1971年（昭和46年）4月25日 | 公選1期。自由民主党・民社党推薦。大阪府出身。                                             |
| 9    | 榎原一夫   | 1971年（昭和46年）5月14日 | 1975年（昭和50年）        | 公選1期。日本社会党・日本共産党推薦。大阪府出身。                                         |
| 10   | 榎原一夫   | 1975年（昭和50年）        | 1979年（昭和54年）        | 公選2期。日本共産党推薦。                                                                 |
| 11   | 榎原一夫   | 1979年（昭和54年）        | 1983年（昭和58年）        | 公選3期。自由民主党・日本社会党・公明党・民主党・日本共産党推薦。                         |
| 12   | 榎原一夫   | 1983年（昭和58年）        | 1987年（昭和62年）4月     | 公選4期。推薦は同上。                                                                     |
| 13   | 榎原一夫   | 1987年（昭和62年）4月     | 1991年（平成3年）5月13日  | 公選5期。推薦は同上。                                                                     |
| 14   | 岸田恒夫   | 1991年（平成3年）5月14日  | 1995年（平成7年）5月13日  | 公選1期。日本共産党推薦。                                                                 |
| 15   | 岸田恒夫   | 1995年（平成7年）5月14日  | 1999年（平成11年）5月13日 | 公選2期。推薦は同上。                                                                     |
| 16   | 阪口善雄   | 1999年（平成11年）5月14日 | 2003年（平成15年）5月13日 | 公選1期。無所属。自由民主党・民主党・公明党・社会民主党推薦。                             |
| 17   | 阪口善雄   | 2003年（平成15年）5月14日 | 2007年（平成19年）5月13日 | 公選2期。所属・推薦は同上。                                                               |
| 18   | 阪口善雄   | 2007年（平成19年）5月14日 | 2011年（平成23年）5月13日 | 公選3期。所属・推薦は同上。                                                               |
| 19   | 井上哲也   | 2011年（平成23年）5月14日 | 2015年（平成27年）5月13日 | 公選1期。大阪維新の会所属。                                                               |
| 20   | 後藤圭二   | 2015年（平成27年）5月14日 | 2019年（令和元年）5月13日 | 公選1期。自由民主党・公明党推薦・日本共産党自主支援。大阪府出身。ジャルジャル後藤の父親。 |
| 21   | 後藤圭二   | 2019年（令和元年）5月14日 | 2023年（令和5年）5月13日  | 公選2期。自由民主党・公明党推薦。                                                         |
| 22   | 後藤圭二   | 2023年（令和5年）5月14日  | 現職                      | 公選3期。自由民主党・立憲民主党推薦。                                                     |

- “吹田市”. 選挙ドットコム（ウェブサイト）.  選挙ドットコム株式会社. 2019年4月21日閲覧。：政治家と選挙結果のデータベース。

### 吹田市役所出張所
- 千里出張所
- 山田出張所
- 千里丘出張所

### 財政
長らく国からの財政支援である地方交付税（普通交付税）を受けない、いわゆる不交付団体であったが、平成22年度は交付を受けている。

### 広域行政
- 北摂
  - 三島 : 大阪府三島府民センターが茨木市にある。三島府税事務所、茨木土木事務所、北部農と緑の総合事務所などが入っている。
  - 豊能 : 第二次医療圏は豊能二次医療圏に含まれる。なお、箕面市にある緊急児童医療「豊能広域こども急病センター」は、小児科医、小児科病院の減少に対応するため豊能地域の3市2町（豊中市・池田市・箕面市・能勢町・豊能町）と吹田市が共同で設立し、各市の市民病院および大阪大学医学部小児科、国立循環器病センターの協力も得て運用している。
- 神安土地改良区

### 行政機関

#### 警察
- 吹田警察署
  - 他に市内に交番が17箇所、警ら連絡所が5箇所、交通詰所が1箇所ある。

#### 消防
吹田市消防本部（西消防署内に併設）が吹田市全域をカバーする。
吹田市内の消防署は以下の通り。
- 南消防署	
  - 南正雀出張所
- 北消防署（藤白台一丁目の庁舎は出張所になり、吹田市総合防災センターに移動。）
- 西消防署	
  - 千里出張所
- 東消防署	
  - 岸部出張所

## 議会

### 大阪府議会
- 選挙区：吹田市選挙区
- 定数：3人
- 投票日：2023年4月9日
- 当日有権者数：306,329人
- 投票率：52.24％

| 候補者名 | 当落 | 年齢 | 所属党派     | 新旧別 | 得票数   |
| -------- | ---- | ---- | ------------ | ------ | -------- |
| 杉江友介 | 当   | 44   | 大阪維新の会 | 現     | 79,250票 |
| 石川多枝 | 当   | 55   | 日本共産党   | 現     | 28,120票 |
| 大竹泉   | 当   | 45   | 公明党       | 新     | 24,724票 |
| 奥谷正実 | 落   | 59   | 自由民主党   | 現     | 24,247票 |

### 衆議院
- 任期 ： 2021年（令和3年）10月31日 - （「第49回衆議院議員総選挙」参照）

| 選挙区                    | 議員名   | 党派名       | 当選回数 | 備考   |
| ------------------------- | -------- | ------------ | -------- | ------ |
| 大阪府第7区（吹田市など） | 奥下剛光 | 日本維新の会 | 1        | 選挙区 |

## 経済

### 産業

#### 特産品
- 吹田クワイ（吹田慈姑） : 野菜の在来品種であり「なにわ野菜」のひとつ。かつては天皇家にも献上されていた。現在は保存会によって守られているが、生産量はわずかしかない。森鷗外の小説『伊沢蘭軒』では、以下のように採りあげられている。

春庵は重て問うた。「そんなら京都にお出なさつた時、一番お好であつたものは何でしたか。」「それはあの吹田（すゐた）から出まする慈姑（くわゐ）でございました。」「宜しい。お安い御用です。そんなら吹田の慈姑は是非持つて帰ります。しかしそれだけでは、なんだか物足りないやうですね。も一つ何かお望なさつて下さい。」—森鴎外、『伊沢蘭軒』
- タケノコ : 千里丘陵はもともと竹林だったため、良質のタケノコが採れる。
- アサヒスタウト : アサヒビールが吹田工場だけで製造しているビールの銘柄。同社の商品では最も歴史が古い。
- 生一丁 : アサヒビールが吹田工場だけで製造していたビールの銘柄。現在は生産されていない。

### 主な産業

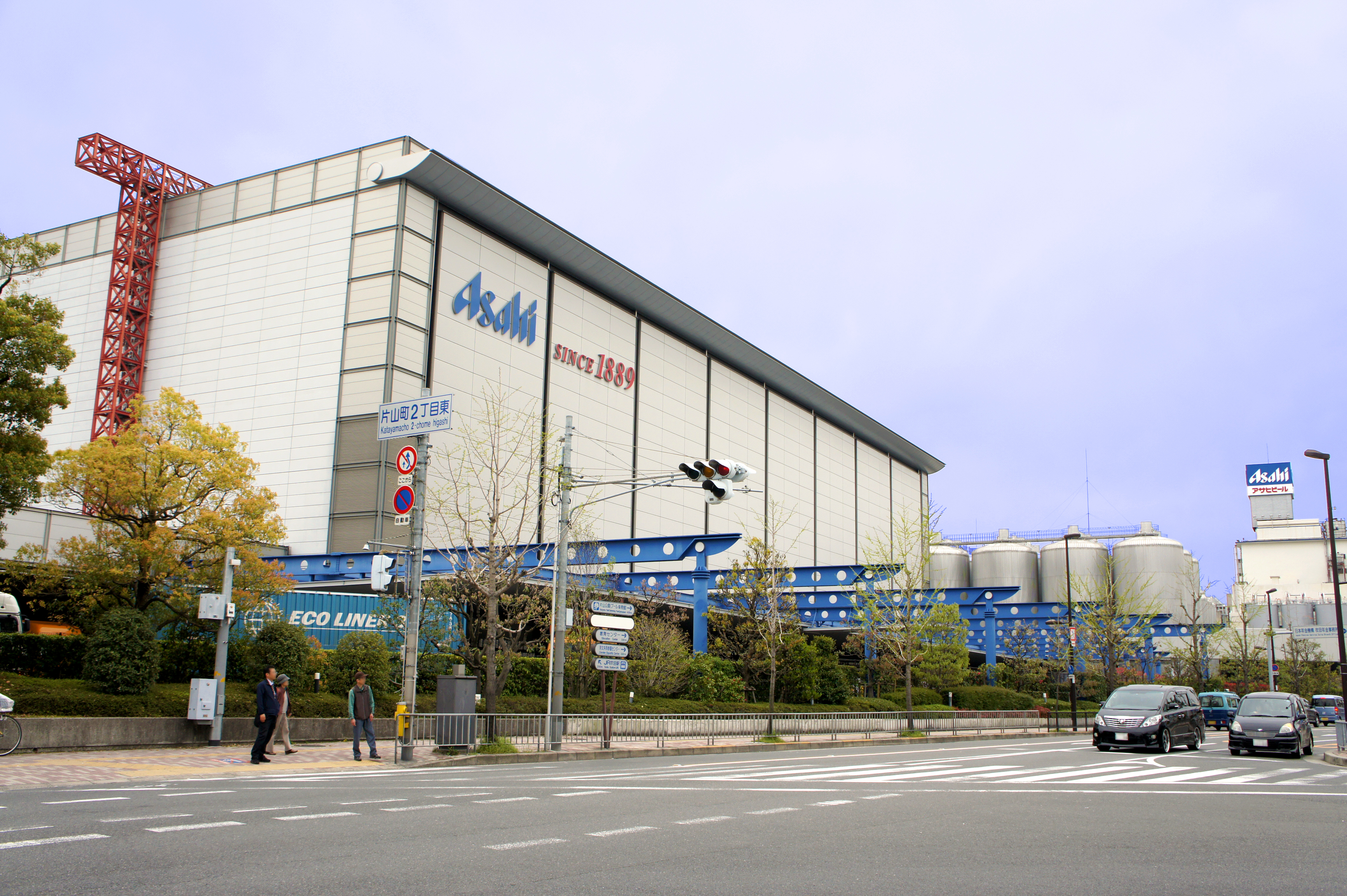
アサヒビール吹田工場

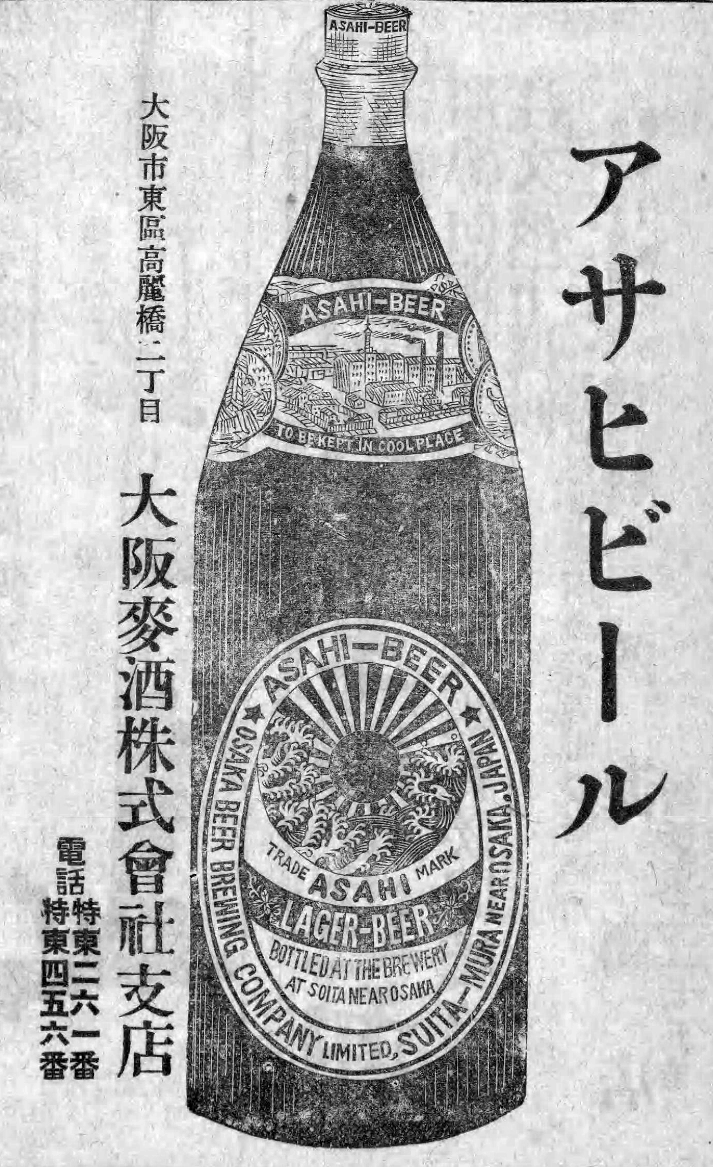
吹田の名前が入ったビールラベル（大阪麦酒株式会社,1906年）

産業別人口、販売額を見ても、第3次産業、商業の比重が高いのが吹田市の産業の特徴になっている。大正から昭和にかけて、「ビールと操車場の町」といわれていた時もあった。アサヒビールのビール工場は現存する。
1984年（昭和59年）2月に東洋一の規模を誇った吹田操車場は廃止された。
- 産業人口
  - 産業別の就業人口比率
    - 1次産業 0.1%
    - 2次産業 21.8%
    - 3次産業 76.0%

- 事業所数：11783所。従業員数：143,306人。2001年10月1日。
  - 工業事業所数：217所。製造品出荷額：264,265百万円。2003年12月31日。
  - 商業事業所数：3479所。年間商品販売額：1,805,145百万円。2002年6月1日。
  - 農家数：276戸。経営耕作面積：9,587ha。2000年2月1日。

#### 本社のある主な企業
- 大阪モノレール
- オッペン化粧品（化粧品メーカー）
- ガンバ大阪
- シップヘルスケアホールディングス（春日）（東証一部上場）
- サンパーク（外食産業ほか）
- 昭和化工
- 大幸薬品（製薬会社。登記上のみ）
- 日立金属ネオマテリアル
- ボーンズ（旧 小松ライト製作所）
- マイクロ波化学（東証グロース上場）
- マロニー（食品メーカー）

##### 江坂周辺
- ダスキン
- エースコック
- あきんどスシロー
- SNK（2001年に倒産、現在は大阪市淀川区に二代目SNK（旧：SNKプレイモア）として移転）
- ビケンテクノ（東証二部上場）
- エフアンドエム
- 淀川ヒューテック
- ライフフーズ
- かつてはダイエー、アシックス、カルチュア・コンビニエンス・クラブ、ローソン、キリン堂がこの地区に本社を構えていた。

#### 工場
- アサヒビール
- 山崎製パン
- 住友ファーマ
- 日本触媒
- オリエンタル酵母工業
- 日本製紙パピリア
- 北越コーポレーションなど

### 放送
- 吹田ケーブルテレビジョン
- 千里ニュータウンFM放送：送信所。本社は豊中市。
- 毎日放送千里丘ミリカセンター（閉鎖）

### 商業
吹田市内の商業地域としては、大正時代から駅前に自然発生的にできた商店街や、千里ニュータウンの計画的なショッピングセンターがある。また、2015年にはEXPOCITYが開業した。
- 東海道本線（JR京都線）沿線
  - 吹田駅 |  |大正時代に駅が現在の位置に移転してから発達した商店街がある。駅ビルを含む吹田さんくすは、1979年（昭和54年）10月に再開発されたもの。吹田さんくすの中核店は長年にわたってダイエーであったが、2016年3月、イオンに店舗名が変更された。周辺の商店街には、「旭通商店街」、「新旭町通商店街」、「錦通り商店街」、「栄通り商店街」、「中通り商店街」、「本通り商店街」、「千日通商店街」、「新旭町通食品街」、「片山商店街」がある。駅北側には「メロード吹田」や「片山商店街」がある。
  - 岸辺駅 駅前の工場跡地が再開発され、平和堂を中核に、薬局、レストラン、カラオケ、温浴施設がある。
  - 千里丘駅 駅は摂津市にあるが、吹田市からも徒歩圏内にあり、吹田市側にも商業施設が広がっている。また、駅からは1キロほどの「イズミヤショッピングセンター千里丘店」を中心に商店が集まっている。

- 阪急京都線沿線
  - 相川駅 駅は大阪市東淀川区にあるが吹田市民の利用も多い。JR吹田駅から商店が続き、大阪市側の駅前にも商店街がある。
  - 正雀駅 摂津市側に「ライフ」がある。かつては吹田市側に「万代」があった。

- 阪急千里線沿線
  - 吹田駅  東のJR吹田駅から続く商店街が、南の吹田簡易裁判所方向へもひろがる。また、駅の西側の内環状線沿いに「ライフ」「吹田郵便局」などがある。
  - 豊津駅 西の江坂方向へ商店街が続く。駅前から西へ「ハース」「業務スーパー」「キリン堂」「スギ薬局」。2004年、駅東側に「ライフ」が出店。
  - 関大前駅 学生街特有の商店が並び居酒屋やラーメン屋が多くある。また松屋などもある。駅北側にはボウリング場がある。
  - 千里山駅 大正時代に千里山駅ができてから、民間での開発が始まったニュータウン。駅の東側が再開発されて2015年に街びらきの式典があり、駅前にロータリーと「BiVi千里山（阪急オアシス、セリア、キリン堂、スタジオマリオが入居）」が新たにできた。「マックスバリュ千里山店」も同じく駅の東側にある。
  - 南千里駅 千里ニュータウンの吹田市内南側地域の中心。駅の商業施設には、「阪急オアシス」があり、南に少し離れて「イオン」「エディオン」がある。
  - 山田駅  再開発で商業ビル「デュー阪急山田」ができた。
  - 北千里駅 千里ニュータウンの吹田市内北側地域の中心。駅ビルの商業施設「Dios」に「イオン」など。
- 御堂筋線、北大阪急行沿線
  - 江坂駅 ハンズ江坂店、スーパーKOHYO、ダイエーなど。多数のローソンに、飲食店も多数ある。江坂も参照。
  - 緑地公園駅 駅は豊中市にあるが吹田市側の線路に沿って北側に「阪急オアシス千里山竹園店」「ニトリ」「アオキ千里総本店」がある。また、駅から南に10分ほど行ったところに古本屋「天牛書店」がある。

一方、店舗面積が1,000平方メートル以上のいわゆる大規模店舗は、吹田市内に42店舗（2004年度）。その内訳は、スーパー17店、小売市場3店、専門店12店、ホームセンター4店、その他6店になる。特に店舗面積が1万平方メートルを超える店舗が4つ、そのうち最大の1店舗は2万平方メートルを超える。
吹田市内の商業地の地価（ベスト5）-都市計画法に基づく商業地の指定場所のみ。
- 豊津町（江坂駅の西）995,000円
- 江坂町（江坂駅の東）707,000円
- 津雲台（南千里駅前） 406,000円
- 朝日町（JR吹田駅周辺） 375,000円
- 垂水町（江坂公園の西） 281,000円

いずれも2015年度の公示地価から、1平方メートルあたりの価格。

### 卸売業
吹田市内の卸売業の売り上げは、吹田市内の小売り業の5倍以上あり、北摂の市の中では比較的多い。しかし、1991年あたりをピークに年間の販売額は減少を続けている。吹田市内での卸売り額が多い分野は、電気機械器具や、食料・飲料といったものになっている。
2002年の吹田市内商業の年間販売額（万円）
- 卸売業 : 152,030,044
- 小売業 : 28,484,409
- 合計 : 180,514,453

吹田市内の卸売業の推移（万円）
- 1988年 151,244,837
- 1991年 234,103,788
- 1994年 194,126,068
- 1997年 187,661,725
- 2002年 152,030,044

### 金融機関

#### 江坂地区（大阪メトロ（北大阪急行）・江坂駅周辺）
- みずほ銀行 江坂支店（店番：582）
- 三菱UFJ銀行 江坂駅前支店（店番：578），江坂支店（店番：074）
- 三井住友銀行 江坂支店（店番：193）
- りそな銀行 江坂支店（店番：232）
- 徳島大正銀行 江坂支店（店番：077）
- 紀陽銀行 江坂支店（店番：886）
- 池田泉州銀行 江坂支店（店番：126）
- 南都銀行 江坂支店（店番：778）
- 阿波銀行 北大阪支店（店番：513）
- 北おおさか信用金庫 江坂駅前支店（店番：023），江坂支店（店番：066）
- 大阪厚生信用金庫 江坂支店（店番：024）

#### 吹田地区（JR吹田駅・阪急吹田駅周辺）
- みずほ銀行 吹田駅前支店
- 三菱UFJ銀行 吹田支店
- 三井住友銀行 吹田支店
- りそな銀行 吹田支店
- 関西みらい銀行 吹田支店・江坂支店・吹田駅前支店（共同店舗）
- 池田泉州銀行 吹田支店
- 京都銀行 吹田支店
- 北おおさか信用金庫 吹田支店，片山支店
- 京都信用金庫 吹田支店

#### ニュータウン地区（南千里駅・北千里駅周辺）
- りそな銀行 千里支店
- 三井住友銀行 南千里支店
- 池田泉州銀行 南千里支店
- りそな銀行 千里北支店
- 池田泉州銀行 北千里支店

### 日本郵政グループ
- 日本郵便
2012年12月現在、吹田市内には吹田郵便局、吹田千里郵便局をはじめ合わせて38箇所の郵便局があり、阪大病院内にも郵便局が設置されている。
- ゆうちょ銀行
  - 吹田店（大阪支店吹田出張所：穂波町／吹田郵便局と併設）（ATMはホリデーサービス実施）

2012年12月現在、吹田市内には各郵便局など合わせて45箇所にATMが設置されており、大阪支店国立循環器病センター内出張所（藤代台）を除く44箇所のATMでホリデーサービスが実施されている。

※吹田市内の郵便番号は、北部地域（おおむね名神高速道路以北の地域）が565-08xx（吹田千里郵便局が集配を担当）、南部地域（おおむね名神高速道路以南の地域）が564-00xx（吹田郵便局が集配を担当）である。

## 姉妹都市・提携都市

### 日本国内
- 豊能郡能勢町（大阪府）

2005年（平成17年）8月29日にフレンドシップ協定に調印。
- 高島市（滋賀県）

市立少年自然の家が高島郡今津町にあることから交流が始まる。2005年（平成17年）9月1日にフレンドシップ協定を結ぶ。2005年1月1日、今津町が高島町などと合併し、高島市となった。
- 美方郡香美町（兵庫県）

2008年（平成20年）11月12日にフレンドシップ協定に調印。
- 三方上中郡若狭町（福井県）

2004年（平成16年）11月13日三方郡三方町とフレンドシップ協定。2005年（平成17年）3月31日、三方町は上中町と合併し、若狭町となった。
- 妙高市（新潟県）

2002年（平成14年）8月28日、中頸城郡妙高高原町とフレンドシップ協定。2005年（平成17年）4月1日、妙高高原町が妙高村、新井市と合併し、妙高市となった。
- 土佐郡土佐町（高知県）

#### NATS（ナッツ）
隣接する4つの中核市が連携し府県の枠組みを超えた連携を目指している。
- 西宮市（兵庫県）（Nishinomiya）
- 尼崎市（兵庫県）（Amagasaki）
- 豊中市（大阪府）（Toyonaka）
- 吹田市（大阪府）（Suita）

### 日本国外
- モラトゥワ（スリランカ民主社会主義共和国）

1982年7月20日、友好都市提携。
- カンタベリバンクスタウン（オーストラリア連邦ニューサウスウェールズ州）

1989年3月9日、友好都市提携。2016年5月12日、シティ・オブ・カンタベリーと合併し、カンタベリバンクスタウンとなった。

## 地域

### 人口
| |                                        |  |
| 吹田市と全国の年齢別人口分布（2005年） | 吹田市の年齢・男女別人口分布（2005年） |  |
| ■紫色 ― 吹田市 ■緑色 ― 日本全国 | ■青色 ― 男性 ■赤色 ― 女性              |  |
| 吹田市（に相当する地域）の人口の推移 \| 1970年（昭和45年） \| 259,619人 \| \| \| 1975年（昭和50年） \| 300,956人 \| \| \| 1980年（昭和55年） \| 332,418人 \| \| \| 1985年（昭和60年） \| 348,948人 \| \| \| 1990年（平成2年） \| 345,206人 \| \| \| 1995年（平成7年） \| 342,760人 \| \| \| 2000年（平成12年） \| 347,929人 \| \| \| 2005年（平成17年） \| 353,885人 \| \| \| 2010年（平成22年） \| 355,798人 \| \| \| 2015年（平成27年） \| 374,468人 \| \| \| 2020年（令和2年） \| 385,567人 \| \| |                                        |  |
| 総務省統計局 国勢調査より |                                        |  |
| 1970年（昭和45年） | 259,619人                              |  |
| 1975年（昭和50年） | 300,956人                              |  |
| 1980年（昭和55年） | 332,418人                              |  |
| 1985年（昭和60年） | 348,948人                              |  |
| 1990年（平成2年） | 345,206人                              |  |
| 1995年（平成7年） | 342,760人                              |  |
| 2000年（平成12年） | 347,929人                              |  |
| 2005年（平成17年） | 353,885人                              |  |
| 2010年（平成22年） | 355,798人                              |  |
| 2015年（平成27年） | 374,468人                              |  |
| 2020年（令和2年） | 385,567人                              |  |

- 人口と世帯数の推移

1960年に12万人程度であった人口が、千里ニュータウンの開発で急増し、1980年には32万人となっている。その後、人口が減少に転じた時期もあるが、世帯数だけは増え続けている。平成22年国勢調査よる前回調査からの人口増減をみると、0.48%増の35万5567人であり、増減率は府下43市町村中16位、72行政区域中32位である。
| 年月日    | 人口    | 世帯数  |
| --------- | ------- | ------- |
| 1940/9/1  | 66,094  | 14,326  |
| 1945/9/1  | 64,703  | 14,587  |
| 1950/9/1  | 78,415  | 17,415  |
| 1955/9/1  | 97,887  | 21,234  |
| 1960/9/1  | 120,203 | 27,491  |
| 1965/9/1  | 197,272 | 53,472  |
| 1970/9/1  | 257,590 | 83,174  |
| 1975/9/1  | 296,090 | 100,465 |
| 1980/9/1  | 326,968 | 111,345 |
| 1985/9/1  | 345,646 | 121,526 |
| 1993/3/31 | 338,425 | 136,186 |
| 2000/3/31 | 339,596 | 137,778 |
| 2001/3/31 | 341,366 | 139,676 |
| 2002/3/31 | 342,112 | 141,011 |
| 2003/3/31 | 343,903 | 143,238 |
| 2004/3/31 | 345,456 | 144,915 |
| 2005/3/31 | 345,501 | 145,987 |

- 年齢（歳）別人口比

0-14    14.8%
15-64    70.1%
65以上    15.1%
大阪市のベッドタウンで、大阪市へ通勤している就業依存率37.2%は、大阪府下で最も高い。平成12年の夜間人口は34万7400人。昼間人口は34万5909人で、昼夜間人口比率99.6%である。そのうち、大阪市への昼間流出人口は6万5883人。ただし、大阪市からの2万3951人の昼間人口の流入もある。

### 医療施設

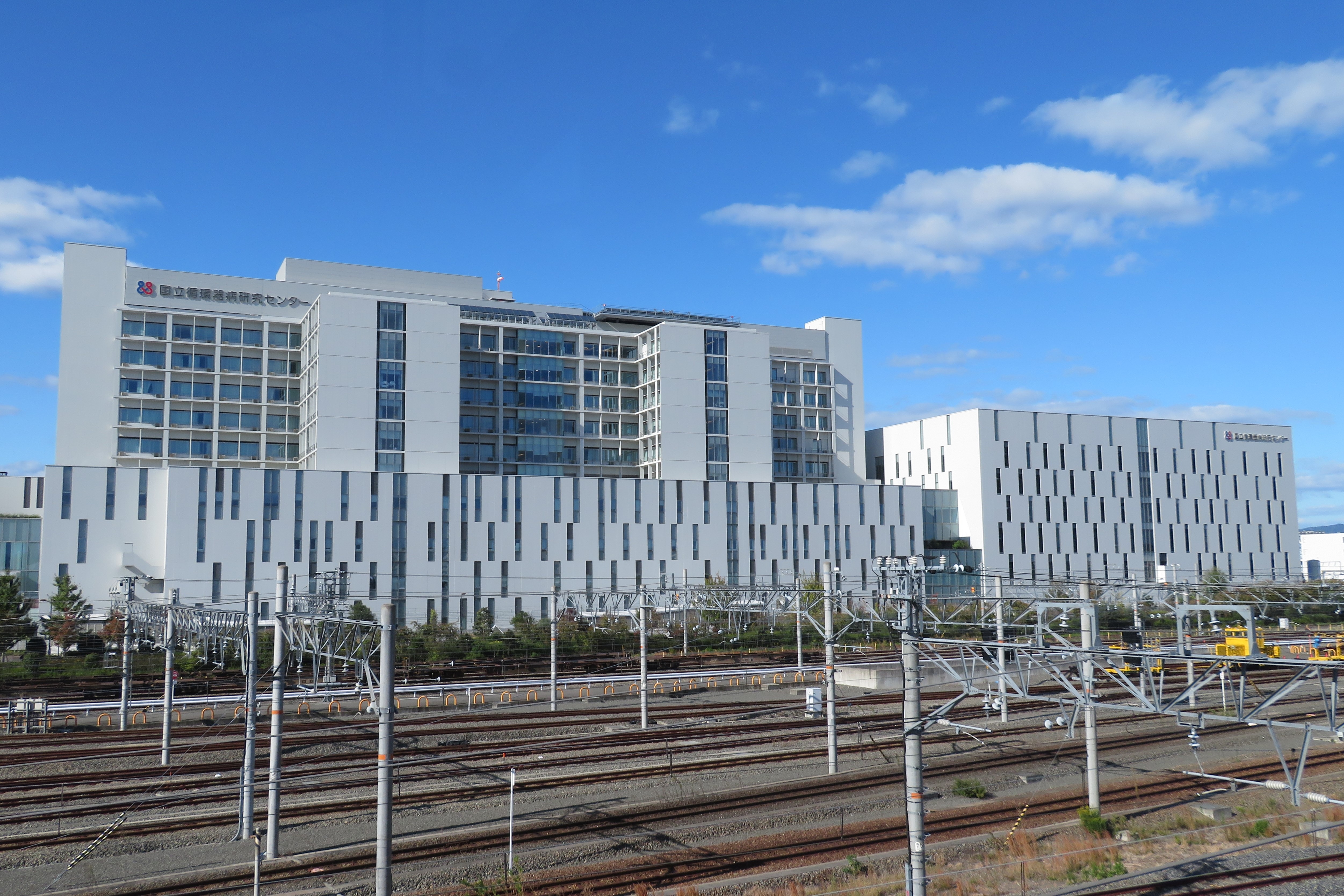
国立循環器病センター

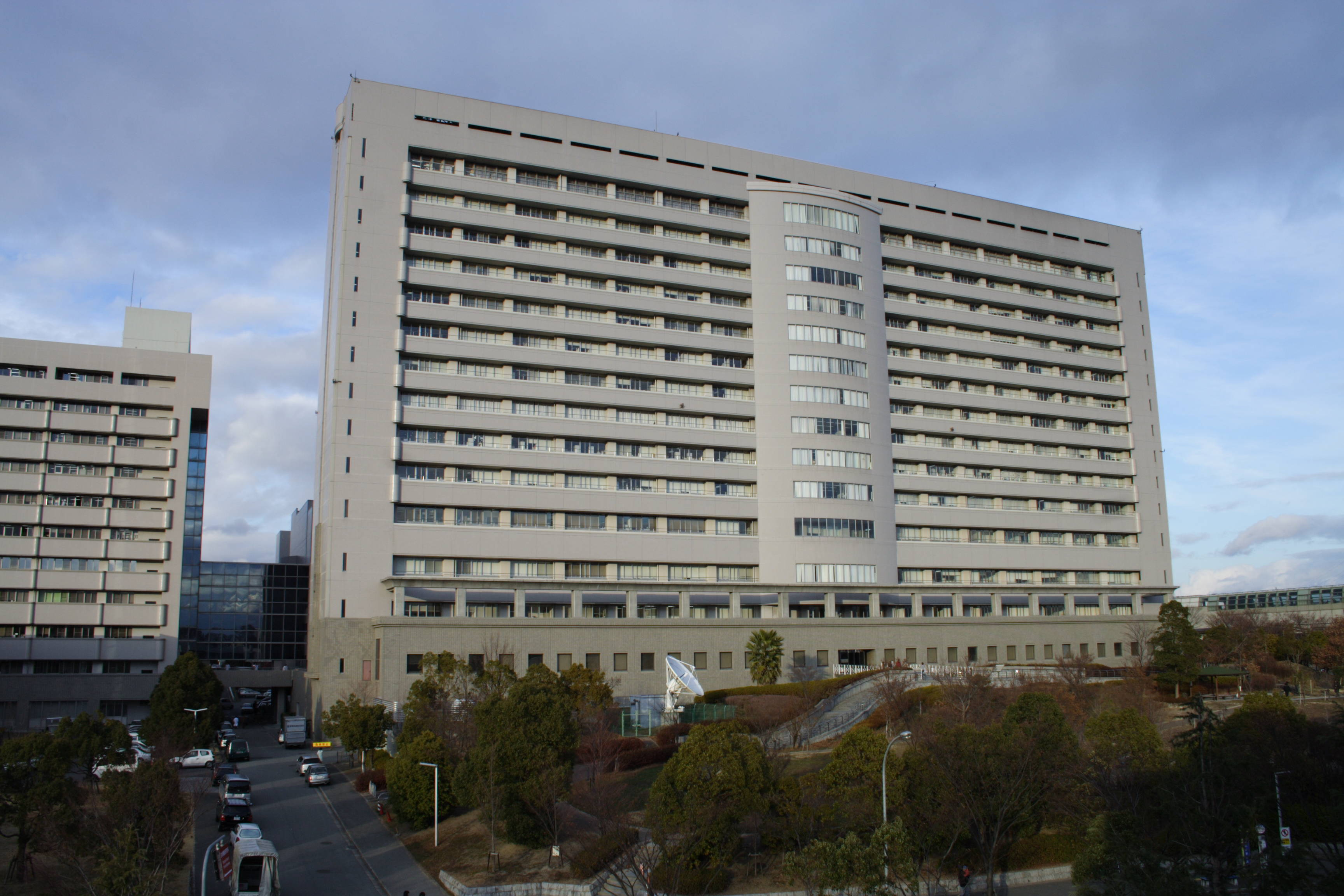
大阪大学医学部附属病院

医療圏は三島ではなく豊能二次医療圏に含まれる。
- 三次医療施設
  - 国立循環器病研究センター
  - 大阪大学医学部附属病院
  - 大阪大学医学部附属病院高度救命救急センター
  - 大阪府済生会千里病院救命救急センター

- その他公設病院など
  - 市立吹田市民病院
  - 吹田市立岸部診療所（閉院）
  - 吹田市立休日急病診療所
  - 大阪府済生会吹田病院
  - 大阪府済生会千里病院
  - 大阪市立弘済院附属病院
  - 吹田市保健所
  - 吹田市保健センター
    - 吹田市保健センター南千里分館

  - 大阪大学歯学部附属病院

### 住宅団地
千里ニュータウン開発によるもの
- 都市再生機構千里津雲台団地
- 都市再生機構千里青山台団地
- 都市再生機構千里竹見台団地
- 都市再生機構千里桃山台団地
- 都市再生機構千里桃山団地
- 都市再生機構千里グリーンヒルズ竹見台（都市再生機構千里竹見台団地の高層棟を建て替えた団地）
- 都市再生機構千里グリーンヒルズ高野台（都市再生機構千里高野台団地を建て替えた団地）
- 大阪府住宅供給公社竹見台団地
- 大阪府住宅供給公社藤白台団地
- 大阪府住宅供給公社OPH千里佐竹台（大阪府住宅供給公社千里丘陵B団地を建て替えた団地）
- 大阪府住宅供給公社OPH南千里津雲台（大阪府住宅供給公社千里丘陵C団地を建て替えた団地）
- 大阪府住宅供給公社OPH北千里駅前（大阪府住宅供給公社藤白台B団地を建て替えた団地）
- 大阪府住宅供給公社OPH北千里青山台（大阪府住宅供給公社千里丘陵F団地を建て替えた団地）
- 府営千里藤白台住宅
- 府営千里古江台住宅
- 府営千里佐竹台住宅
- 府営千里高野台住宅

千里ニュータウン以外のもの
- 都市再生機構千里山団地（建て替えられたが名称変更はなかった）
- 都市再生機構片山公園団地
- 都市再生機構千里春日台団地
- 都市再生機構東千里山団地
- 都市再生機構シェリール千里五月ヶ丘
- 大阪府住宅供給公社豊津団地
- 大阪府住宅供給公社千里山田西団地
- 府営吹田岸辺住宅
- 府営吹田山田西住宅
- 府営吹田川園住宅
- 江坂団地
- メゾン千里丘
- 千里王子高層住宅
- 星和プラネタウン

かつて存在した住宅団地
- 都市再生機構千里高野台団地（建て替えられ「グリーンヒルズ高野台」となった）
- 大阪府住宅供給公社千里丘陵B団地（建て替えられ「OPH千里佐竹台」となった）
- 大阪府住宅供給公社千里丘陵C団地（建て替えられ「OPH南千里津雲台」となった）
- 大阪府住宅供給公社千里丘陵F団地（建て替えられ「OPH北千里青山台」となった）
- 大阪府住宅供給公社藤白台B団地（建て替えられ「OPH北千里駅前」となった）

## 教育
吹田市内の小学校、中学校、高等学校の在校生の合計よりも、吹田市内の大学の在校生の方が多い。大阪市を超えて大阪府下の市町村で最も大学生が多い市である。
2004年の生徒数
- 小学校 20,122人
- 中学校 9,612人
- 高等学校 7,391人
- 短期大学 647人
- 大学＋大学院 41,857 + 5,935 = 47,792人
- 専修学校+各種学校 2,347 + 752 = 3,099人

少子化の影響などで生徒数が減少している。特に千里ニュータウンでは減少が大きく、当地区の小学校が2003年に統廃合され、市立小学校が37校から36校になった。ここ5年間では、吹田市全体では小学校の生徒数は微増しているが、中学校では依然として減り続けている。なお、市内には34（公立16、私立18）の幼稚園があり、園児数は微増していることから、全体としての減少にようやく歯止めがかかりつつある。

### 小学校
- 吹田市立
  - 片山小学校
  - 千里第一小学校
  - 千里第二小学校
  - 千里第三小学校
  - 千里新田小学校
  - 佐竹台小学校
  - 高野台小学校
  - 山田第一小学校
  - 山田第二小学校
  - 山田第三小学校
  - 山田第五小学校
  - 吹田第一小学校
  - 吹田第二小学校

- - 吹田第三小学校
  - 吹田第六小学校
  - 岸部第一小学校
  - 岸部第二小学校
  - 北山田小学校
  - 南山田小学校
  - 東山田小学校
  - 西山田小学校
  - 吹田東小学校
  - 吹田南小学校
  - 古江台小学校
  - 藤白台小学校
  - 青山台小学校

- - 千里たけみ小学校
  - 佐井寺小学校
  - 東佐井寺小学校
  - 千里新田小学校
  - 山手小学校
  - 北千里小学校
  - 豊津第一小学校
  - 豊津第二小学校
  - 江坂大池小学校
  - 津雲台小学校
  - 桃山台小学校
  - 千里丘北小学校

- 大阪市立
  - 弘済小学校

大阪市立弘済中学校と併設し、施設の多くも重複している。弘済中学校と同じく、吹田市古江台の大阪市立弘済院の敷地内にある児童福祉施設「弘済みらい園」および情緒障害児短期治療施設「弘済のぞみ園」（旧・大阪市立弘済院児童ホーム、2006年度から指定管理者「社会福祉法人みおつくし福祉会」に運営を移管）の児童が通う。

### 中学校
- 吹田市立
  - 青山台中学校
  - 片山中学校
  - 佐井寺中学校
  - 千里丘中学校
  - 高野台中学校
  - 竹見台中学校

- - 第一中学校
  - 第二中学校
  - 第三中学校
  - 第五中学校
  - 第六中学校
  - 豊津中学校

- - 豊津西中学校
  - 西山田中学校
  - 古江台中学校
  - 南千里中学校
  - 山田中学校
  - 山田東中学校

- 私立
  - 関西大学第一中学校 ※中高併設。
  - 金蘭千里中学校 ※中高併設。
- 大阪市立
  - 弘済中学校 ※大阪市立弘済小学校と併設（説明の詳細は前述）。

### 高等学校
公立
- 大阪府立北千里高等学校
- 大阪府立吹田高等学校
- 大阪府立吹田東高等学校
- 大阪府立千里高等学校
- 大阪府立山田高等学校

私立
- 関西大学第一高等学校 ※中高併設。
- 金蘭千里高等学校 ※中高併設。
- 大阪学院大学高等学校

### 特別支援学校
- 大阪府立吹田支援学校

### 大学、短期大学等

#### 大学

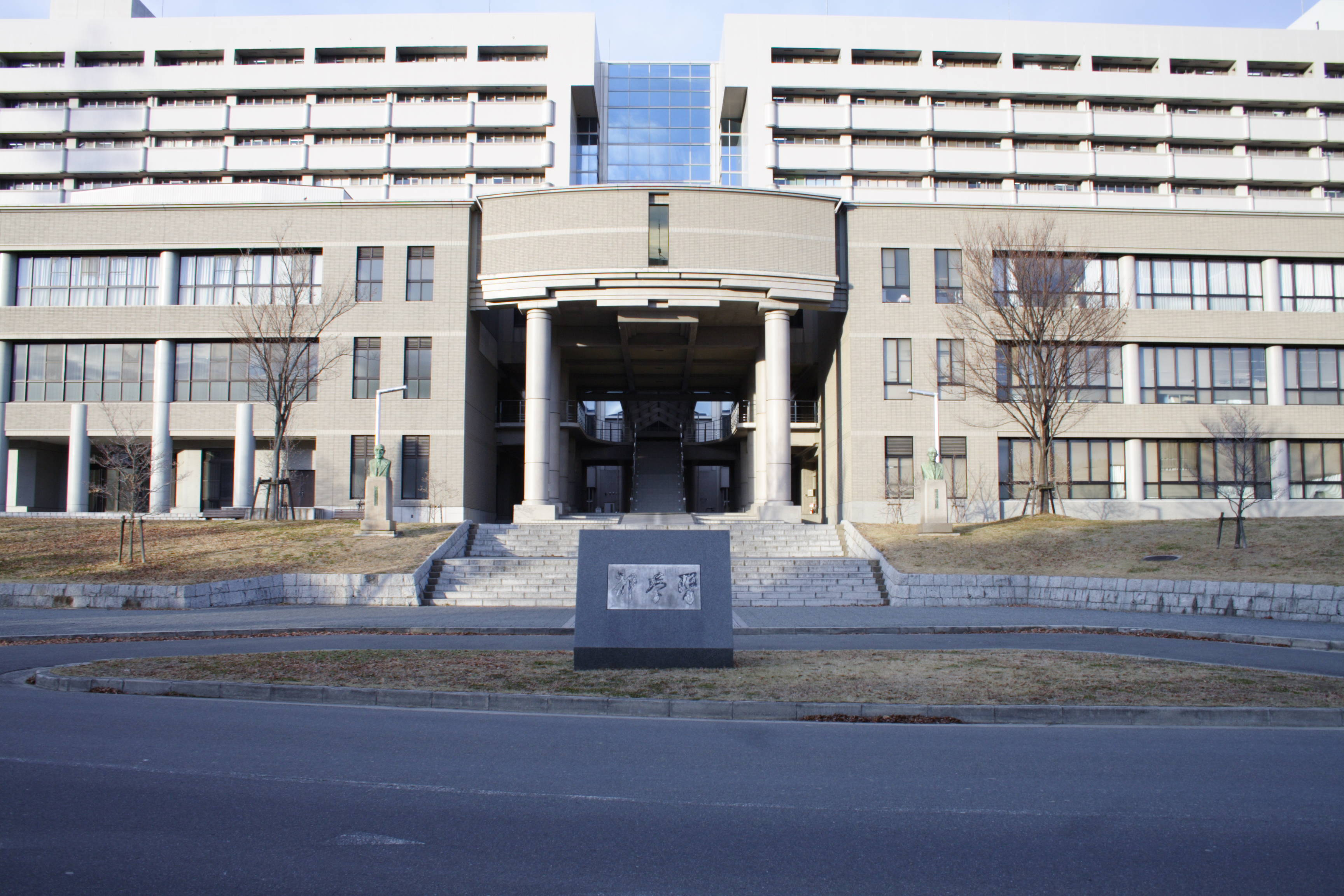
大阪大学医学部の建物（吹田キャンパス内）

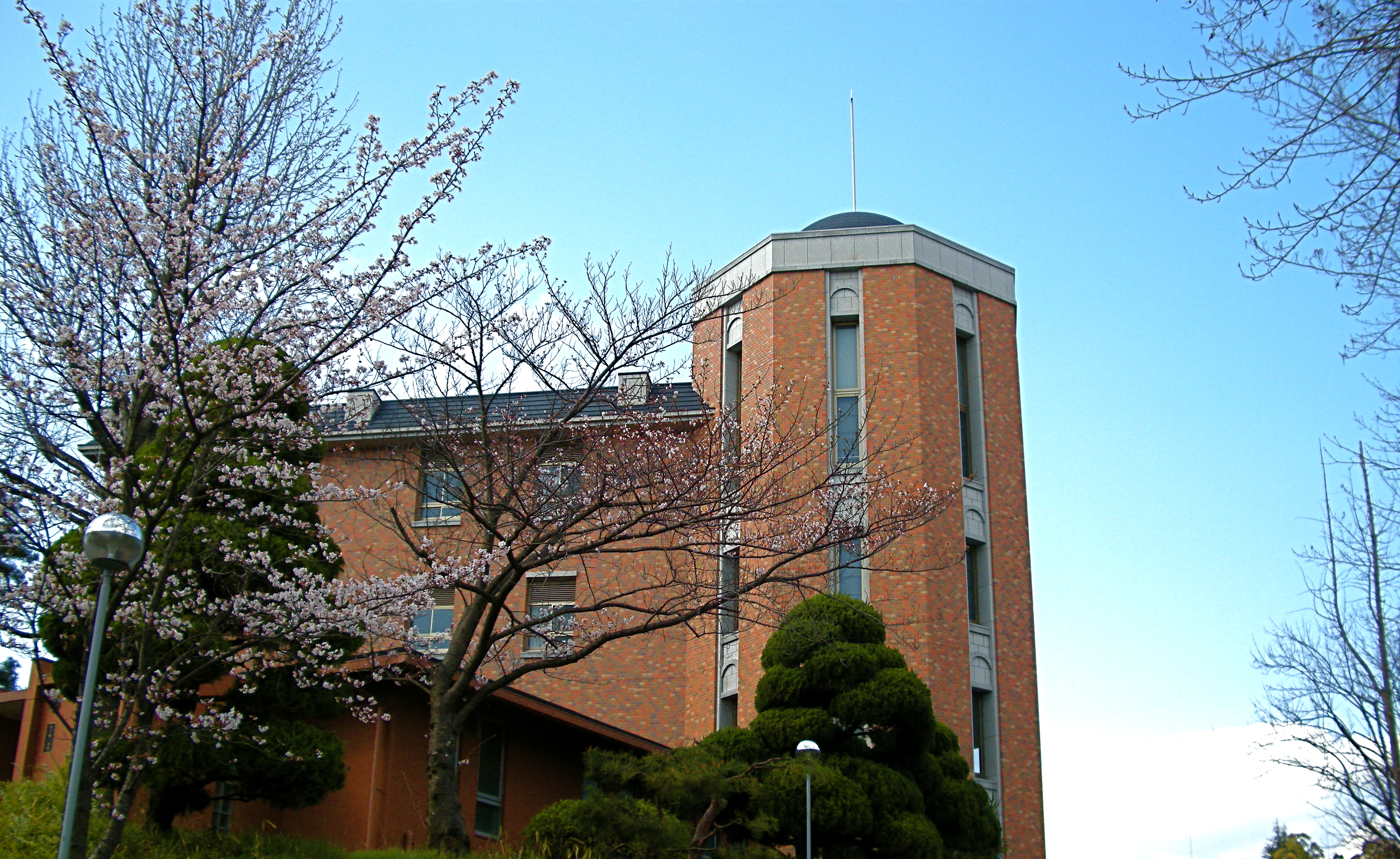
関西大学法科大学院の建物（千里山キャンパス内）

- 国立
  - 大阪大学 吹田キャンパス
  - 総合研究大学院大学 吹田キャンパス
- 私立
  - 大阪学院大学
    - 大阪学院大学短期大学部

  - 関西大学 千里山キャンパス
  - 千里金蘭大学 吹田キャンパス
  - 大和大学

#### 専修学校・各種教室
- 大阪大学歯学部附属歯科技工士学校
- 大阪アニメーションカレッジ専門学校
- キャットミュージックカレッジ専門学校
- 日本眼鏡技術専門学校
- 明治東洋医学院専門学校
- 彩都IMI大学院スクール
- 代々木ゼミナール大阪造形専門学校
- 劇団ひまわり大阪 俳優養成所
- オッペン・エステティックアカデミー
- 在大阪中華人民共和国総領事館教育室

## 社会教育・文化施設・体育施設

### ホール
- 吹田市文化会館「メイシアター」
- 吹田市立勤労者会館
- 吹田市民会館(2012年9月末閉館)

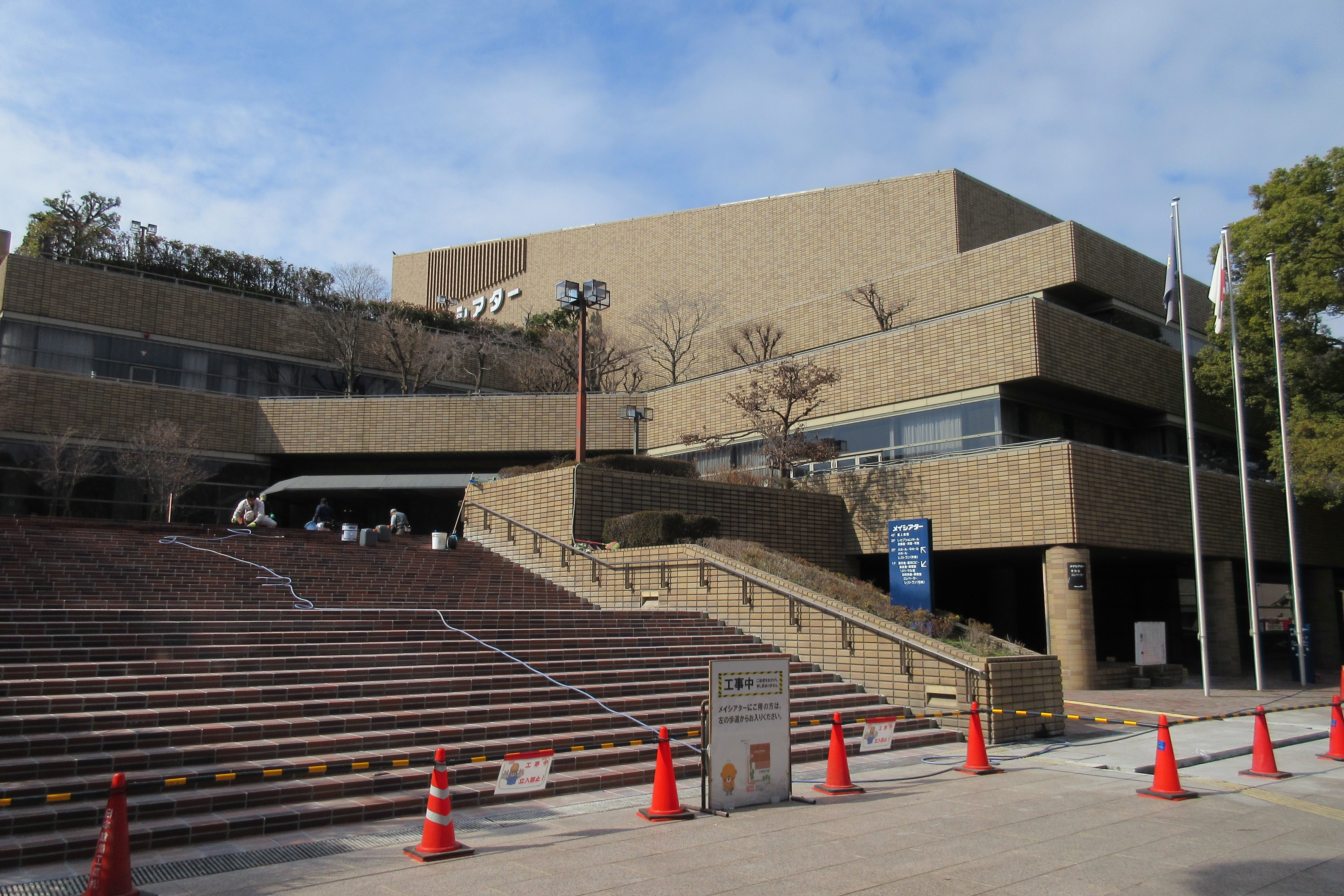
吹田メイシアター

- 吹田さんくすホール : JR吹田駅ビル内に設置している。
- ESAKA MUSE
- シアターぷらっつ江坂 : 劇団ひまわり大阪内の劇場。劇団以外の公演も行われる。

### 図書館
市が運営する図書館（吹田市立図書館）は以下の7館2分室と移動図書館「自動車文庫」が運営されている。
- 中央図書館 : 吹田市内で最も古い図書館。片山公園内。
  - 北千里分室
- 千里図書館 : 千里ニュータウンプラザ内
- さんくす図書館 : AV資料の貸出あり。JR吹田駅の駅ビル「吹田さんくす」内。
- 江坂図書館 : AV資料の貸出あり。江坂公園内。
- ちさと（千里山・佐井寺）図書館 : AV資料 (DVD) の貸出あり。
- 山田駅前図書館
  - 山田分室
- 千里丘図書館
- 健都ライブラリー :2021年11月11日開館。0系新幹線が静態保存されている。
- 自動車文庫 : バスによる移動図書館。市内27箇所を巡回している。

その他の機関が運営する図書館
- 大阪学院大学図書館 : 吹田市民に限定的に公開している。
- 大阪大学附属図書館
  - 生命科学図書館
  - 理工学図書館
- 関西大学総合図書館
- 国立民族学博物館図書室 : 文化人類学・民族学の資料が中心で、外部向けに館外貸出も実施している。
- 彩都メディア図書館  : 写真・映像・美術・デザイン・音楽の資料館、図書館。特定非営利活動法人が運営。万博記念公園内。
- 千里アーカイブスステーション : 映像、教材コンテンツのデジタルアーカイブセンター。NPO法人 デジタル・サイエンス & カルチャー・ミュージアムが運営している。

### 博物館・美術館・史料館
- 国立民族学博物館
- 大阪日本民芸館
- 吹田市立博物館
- 関西大学博物館 関西大学千里山キャンパス内
- 彫刻の美術館 スキュルチュール江坂 : アメニティ江坂内にある近・現代彫刻を集めた美術館。
- アサヒビール吹田工場 : 建設当時の煉瓦の壁が保存されている。資料室あり。
- 吹田市立千里市民センター : かつてはプラネタリウムがあった。

### 公民館
- 市民センター : 行政手続きの窓口および、小ホール、楽器の練習所、工作室などが入居している。
  - 千里市民センター
  - 岸部市民センター
  - 豊一市民センター
  - 千里丘市民センター
  - 山田ふれあい文化センター

- 地区市民ホール-千里ニュータウンの地区ごとにある集会所。
  - 津雲台市民ホール
  - 高野台市民ホール
  - 佐竹台市民ホール
  - 桃山台市民ホール
  - 青山台市民ホール
  - 藤白台市民ホール
  - 古江台市民ホール
  - 竹見台市民ホール

- コミュニティーセンター
  - 内本町コミュニティーセンター コミュニティプラザ
  - 亥の子谷コミュニティーセンター コミュニティプラザ

- 中央公民館-市民会館内
- 地区公民館-基本的に小学校区ごとにある公民館。料理室もあり、地域密着型の市民教室などが行われる。

- 吹一地区公民館
- 吹二地区公民館
- 吹三地区公民館
- 吹田東地区公民館
- 吹六地区公民館
- 南吹田地区公民館
- 豊一地区公民館
- 豊二地区公民館
- 江坂大池地区公民館
- 山手地区公民館

- 片山地区公民館
- 佐井寺地区公民館
- 東佐井寺地区公民館
- 千一地区公民館
- 千二地区公民館
- 千三地区公民館
- 千里新田地区公民館
- 岸一地区公民館
- 岸二地区公民館

- 南千里地区公民館
- 北千里地区公民館
- 山一地区公民館
- 山二地区公民館
- 山三地区公民館
- 山五地区公民館
- 西山田地区公民館
- 北山田地区公民館
- 南山田地区公民館
- 東山田地区公民館

- 男女共同参画センター（デュオ） 集会所、研修所、調理室、図書室など
- 交流活動館
- 南正雀会館
- 吹田勤労者会館 ホールと、屋内プールなど
- 少年自然の家 （滋賀県高島市今津町に設置）

### 体育施設
万博記念公園と、その周辺に多数の体育施設が集中する。それ以外にも、吹田市営や民営の体育施設が市内に点在している。一般に使うことはできなかったが、社会人スポーツで数々の実績がある日本生命硬式野球部の千里山グラウンド（都市対抗野球予選等で使用）や日本生命卓球部の練習場も吹田市内にあった。
吹田市では、市立の小中学校の校庭と体育館の開放が行われている。土日が中心だが、校庭に照明設備を整備し平日のナイター開放を行っているところもある。

#### 万博記念公園以外の体育施設
- 公園
  - 健都レールサイド公園 - 吹田貨物ターミナル駅隣接地に、市民の健康維持のため国立循環器病研究センターと市立吹田市民病院が協力・監修して2018年より供用開始。防災空間も兼ねる。
- 体育館
  - 片山市民体育館（出口町）
  - 北千里市民体育館（藤白台）
  - 山田市民体育館（山田西）
  - 南吹田市民体育館（南吹田）
  - 目俵市民体育館（目俵町）
- 武道館
  - 洗心館
- グラウンド、運動場など屋外施設
  - 吹田市立総合運動場（竹谷町） - 陸上競技（第2種公認陸上競技場）、サッカー、ラグビーなど。 照明設備、電光掲示板あり。トレーニング室併設。
  - 中の島公園 - 野球場 2面（照明設備あり）、テニスコート
  - 桃山台スポーツグラウンド - 野球場、テニスコート
  - 山田スポーツグラウンド - 野球場、テニスコート
  - 南正雀スポーツグラウンド - テニスコート
  - 高野台スポーツグラウンド - 少年野球場
- プール
  - 市営、公営
    - 北千里市民プール
    - 中の島市民プール ※閉鎖
    - 南千里市民プール ※閉鎖
    - 片山市民プール - 片山町 もっとも古い市営プール。屋内温水プールとトレーニング室併設
    - 吹田勤労者会館 - 昭和町 屋内温水プール

  - 民営
    - ホテル阪急エキスポパーク - 屋内温水プール。宿泊客以外でも利用可能。万博記念公園内。
    - ミリカプール - 毎日放送が運営 千里丘スタジオ、千里の湯横 ※閉鎖
    - ウォータパーク「カリビアンリゾート」 - エキスポランド内 ※閉鎖

## 吹田市にある主なスポーツ団体
- ガンバ大阪 - 日本プロサッカーリーグ（Jリーグ）
- 吹田市民レスリング教室 : 押立吉男が設立したアマチュアレスリングクラブ。少年少女の全国レスリング大会で最多の20回の団体優勝を誇る。世界チャンピオンの坂本涼子、正田絢子、西牧未央を輩出した。
- 吹田マーヴィーズ : アメリカンフットボール。2011年解散。

## 交通

### 鉄道
JTB時刻表によると、中心となる駅はJR吹田駅である。また、市役所の最寄り駅は阪急吹田駅（吹田市役所前）であり、両社の吹田駅は約600m離れている。
市内で最も乗降客数が多い駅は江坂駅であり、北大阪急行南北線とOsaka Metro御堂筋線はこの駅を介して相互乗り入れを行っている。
- 西日本旅客鉄道（JR西日本）
  -  東海道本線（JR京都線）： - 吹田駅 - 岸辺駅 -
  -  おおさか東線： - 南吹田駅 - 
南吹田駅はJRの特定都区市内制度における「大阪市内」に属する。
- 阪急電鉄
  -  千里線： - 吹田駅 - 豊津駅 - 関大前駅 - 千里山駅 - 南千里駅 - 山田駅 - 北千里駅
  - このほか、京都本線が相川駅 - 正雀駅間で市域を通過している。
- 大阪市高速電気軌道（Osaka Metro）
  -  御堂筋線： - 江坂駅
- 北大阪急行電鉄
  -  M  南北線：江坂駅 -（豊中市）- 桃山台駅 -
- 大阪モノレール
  - 本線： - 万博記念公園駅 - 山田駅 -
  - 彩都線：公園東口駅 - 万博記念公園駅

#### 鉄道施設
- JR西日本 吹田総合車両所

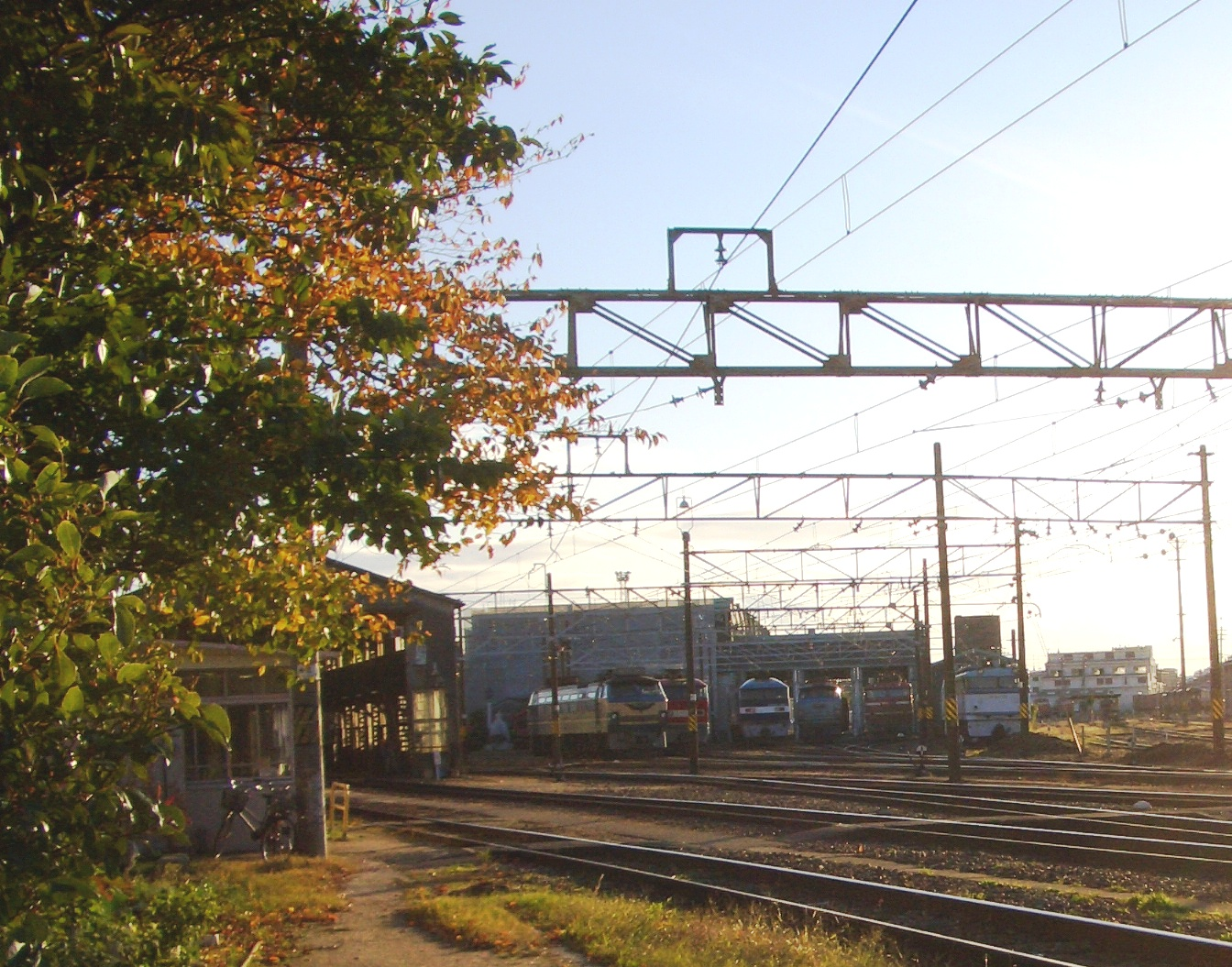
吹田機関区

- JR西日本 社員研修センター・鉄道安全考動館
- JR貨物 吹田貨物ターミナル駅
- JR貨物 吹田機関区
- JR貨物 研修所
- 大阪市高速電気軌道 東吹田検車場（Osaka Metro堺筋線の車庫、検車場）- 天神橋筋六丁目駅を介して乗り入れ先である阪急京都線の相川駅 - 正雀駅間に設けられている。
- 大阪モノレール モノレール車両基地 - 万博記念公園駅付近に所在、2016年8月より本社が当地に移転。
- 北大阪急行電鉄 桃山台車庫 - 桃山台駅の南西に所在。

### 路線バス
- 阪急バス：市内全域に路線網がある。穂波町に吹田営業所、津雲台に千里営業所を設置。
- 近鉄バス：万博公園・大阪大学本部方面へ茨木市内からの路線がある。

また、2006年12月1日から千里丘地区で吹田市コミュニティバス「すいすいバス」が運行されている。以前は吹田市が独自に、60歳以上の高齢者、障害者、妊産婦を対象に、3系統の福祉巡回バス(きぼう号)を運用していた（福祉巡回バスの利用は無料だが、事前に市役所で利用証を交付してもらう必要があった）。
首都圏、信州、北陸、山陰方面などへの高速バスの「千里ニュータウン」停留所が桃山台駅の近くにある。
過去には京阪バス、国鉄バスも市内で路線バスを運行していた。

### 道路
吹田市の高速道路は全線が西日本高速道路の管理、国道や府道は全線が大阪府茨木土木事務所である。

#### 高速道路

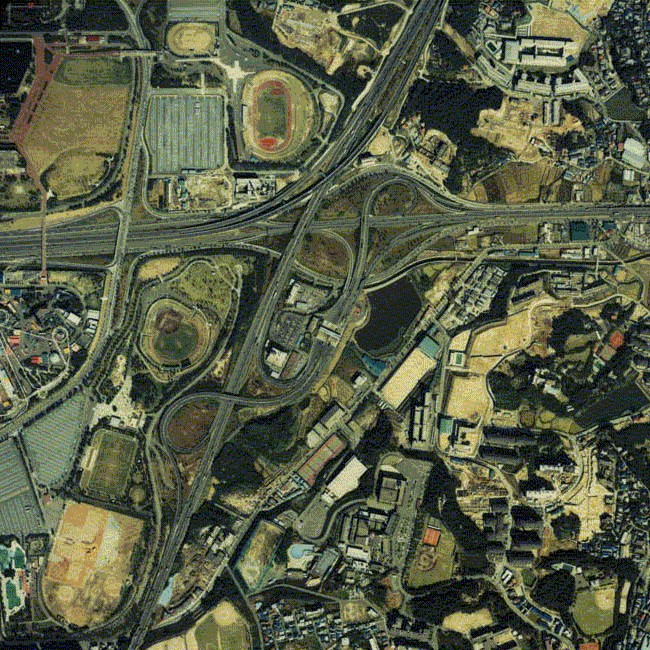
吹田ジャンクション

- 名神高速道路 吹田ジャンクション、吹田インターチェンジ、吹田サービスエリア
- 中国自動車道 吹田ジャンクション、中国吹田インターチェンジ
- 近畿自動車道 吹田ジャンクション

#### 一般国道
- 国道423号（新御堂筋）
- 国道479号（大阪内環状線）

#### 主要地方道
- 大阪府道1号茨木摂津線
- 大阪府道2号大阪中央環状線
- 大阪府道14号大阪高槻京都線

#### 一般府道
- 大阪府道119号箕面摂津線
- 大阪府道120号山田上小野原線
- 大阪府道121号吹田箕面線
- 大阪府道129号南千里茨木停車場線
- 大阪府道134号熊野大阪線
- 大阪府道135号豊中摂津線
- 大阪府道145号豊中吹田線
- 大阪府道150号吹田停車場線…市道に移管
- 大阪府道151号相川停車場線

### 空港
隣接する豊中市には大阪国際空港が存在し、吹田市も空港地元自治体の連合の大阪国際空港周辺都市対策協議会(10市協)の一員である。

### 広範囲な連絡
桃山台駅付近に「千里ニュータウン高速バス停留所」が設置されており、以下の事業者により高速バスが運行されている。
- 西日本ジェイアールバス
- ジェイアール東海バス
- 名阪近鉄バス
- 阪急バス
- 神姫バス
- 全但バス
- 富山地方鉄道

## 名所・旧跡・観光スポット・祭事・催事

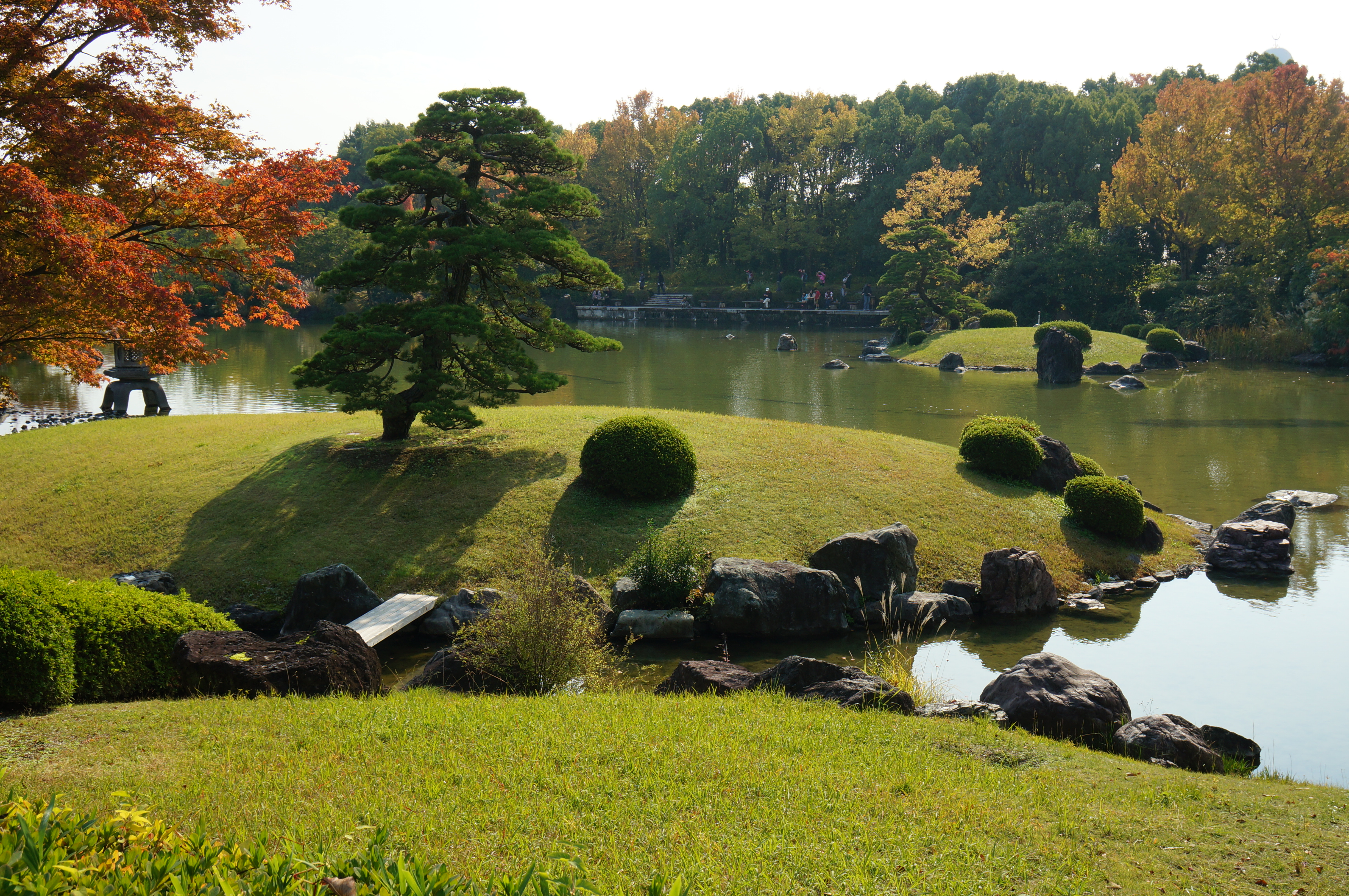
日本庭園 (万博記念公園)

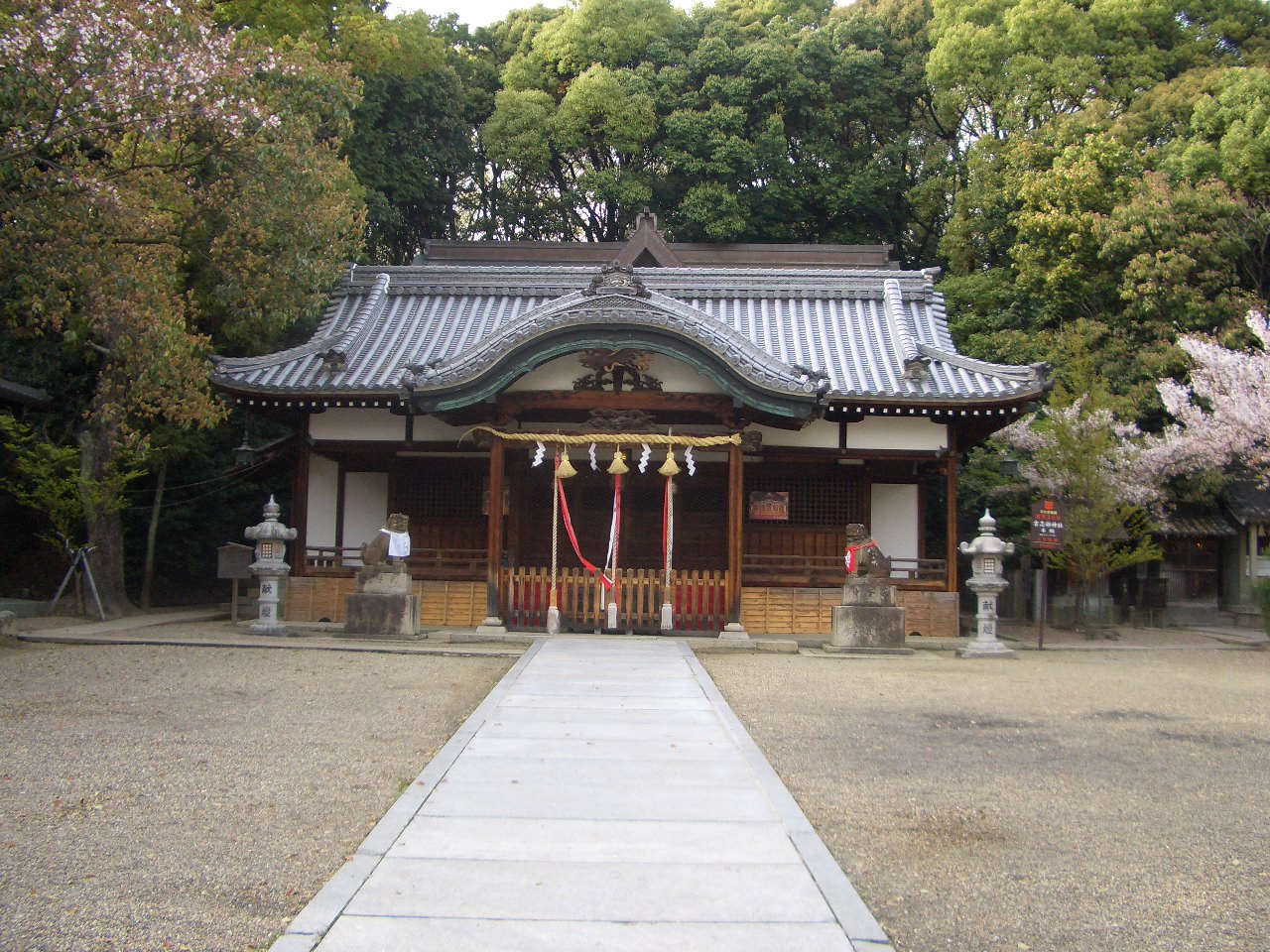
吉志部神社

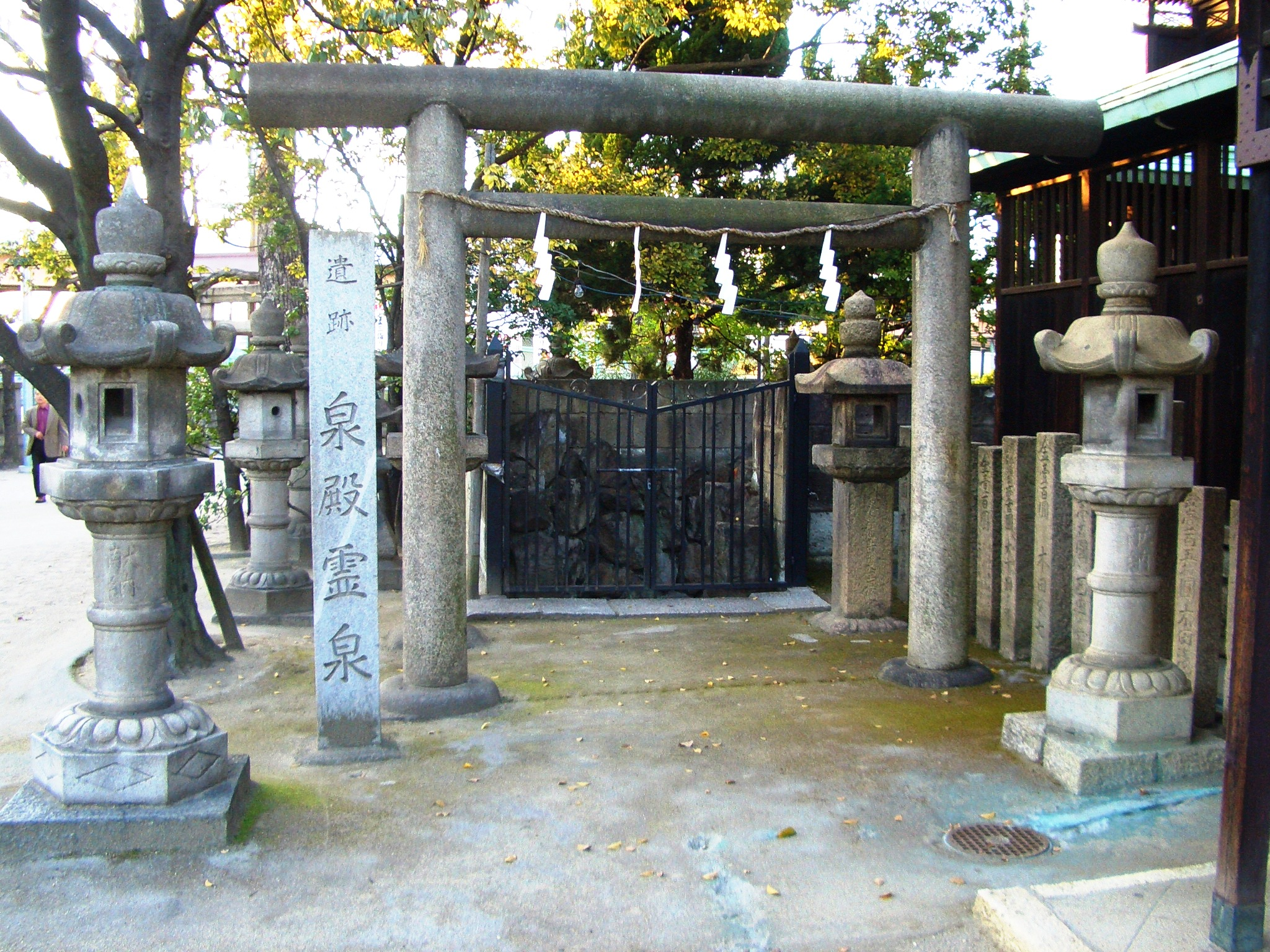
泉殿宮 泉の跡

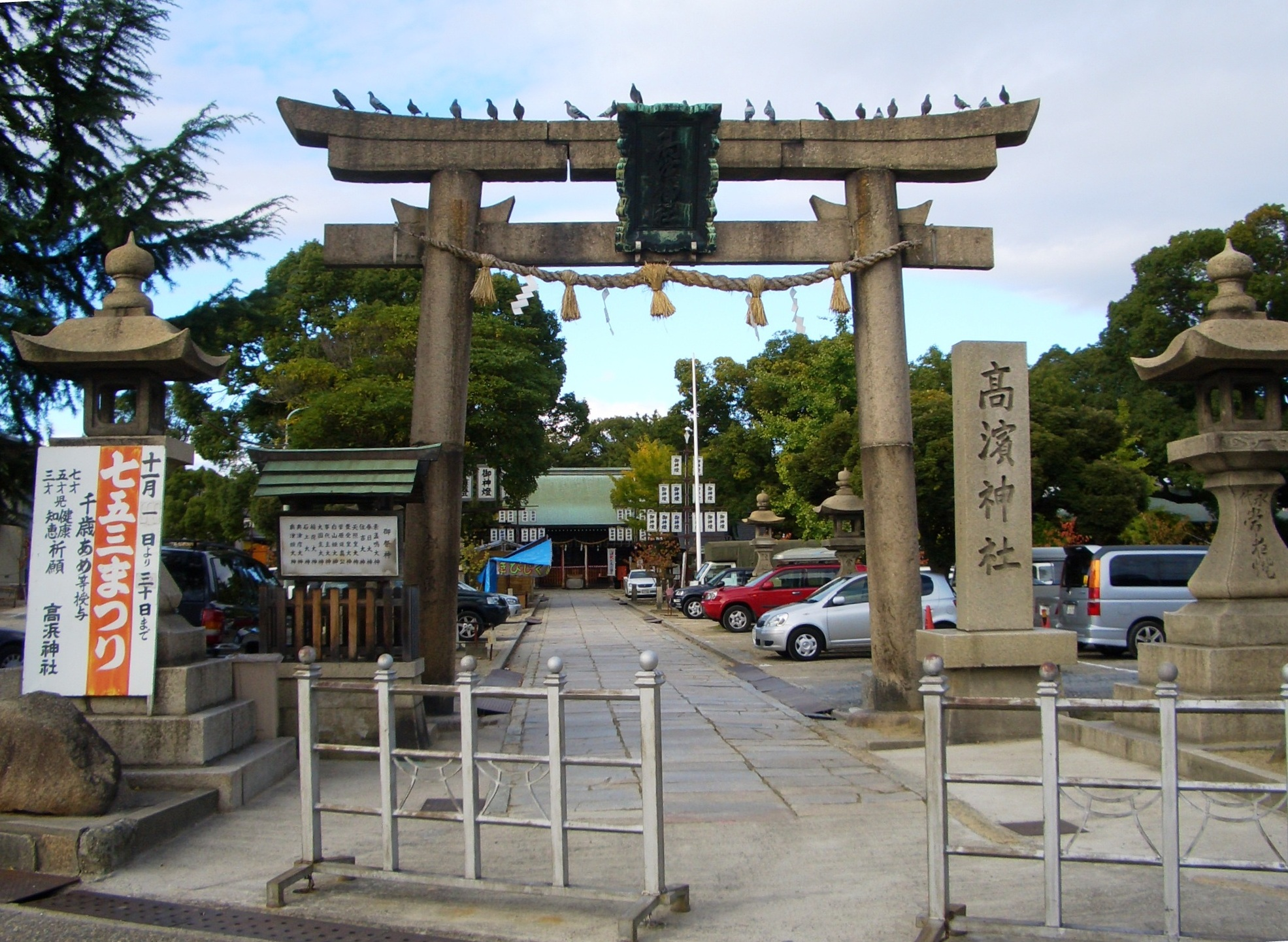
高濱神社

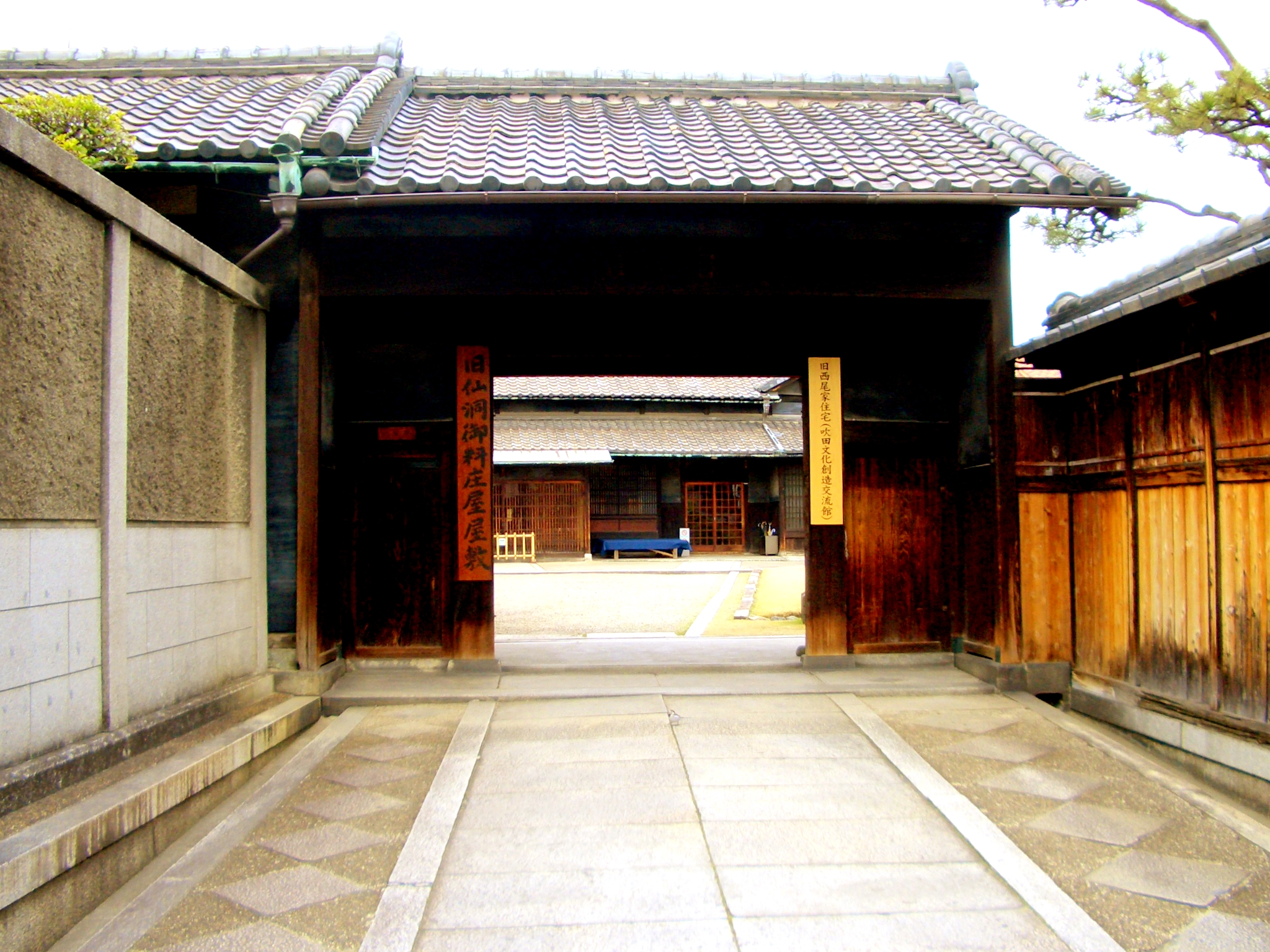
西尾邸の入り口

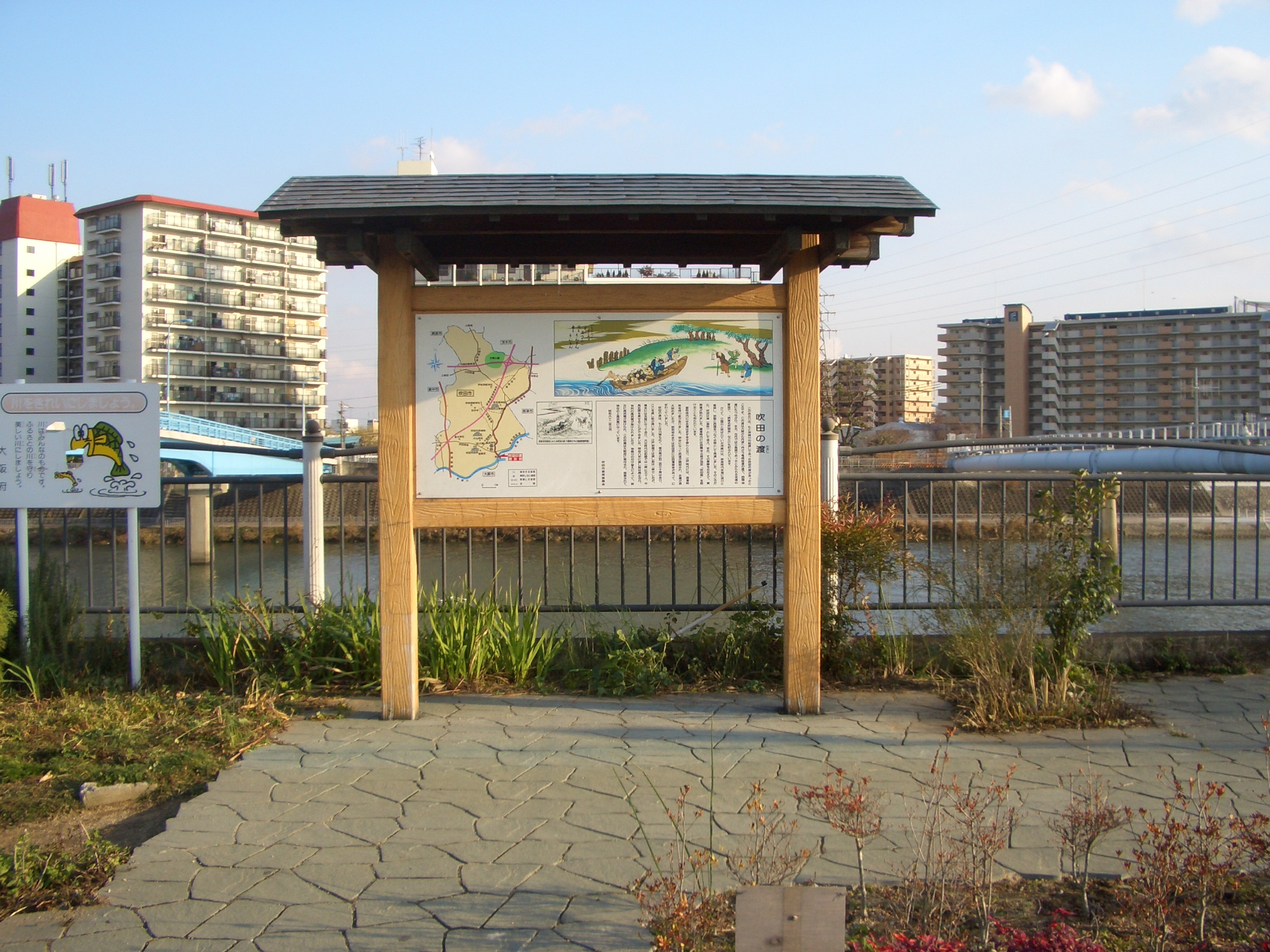
吹田の渡し

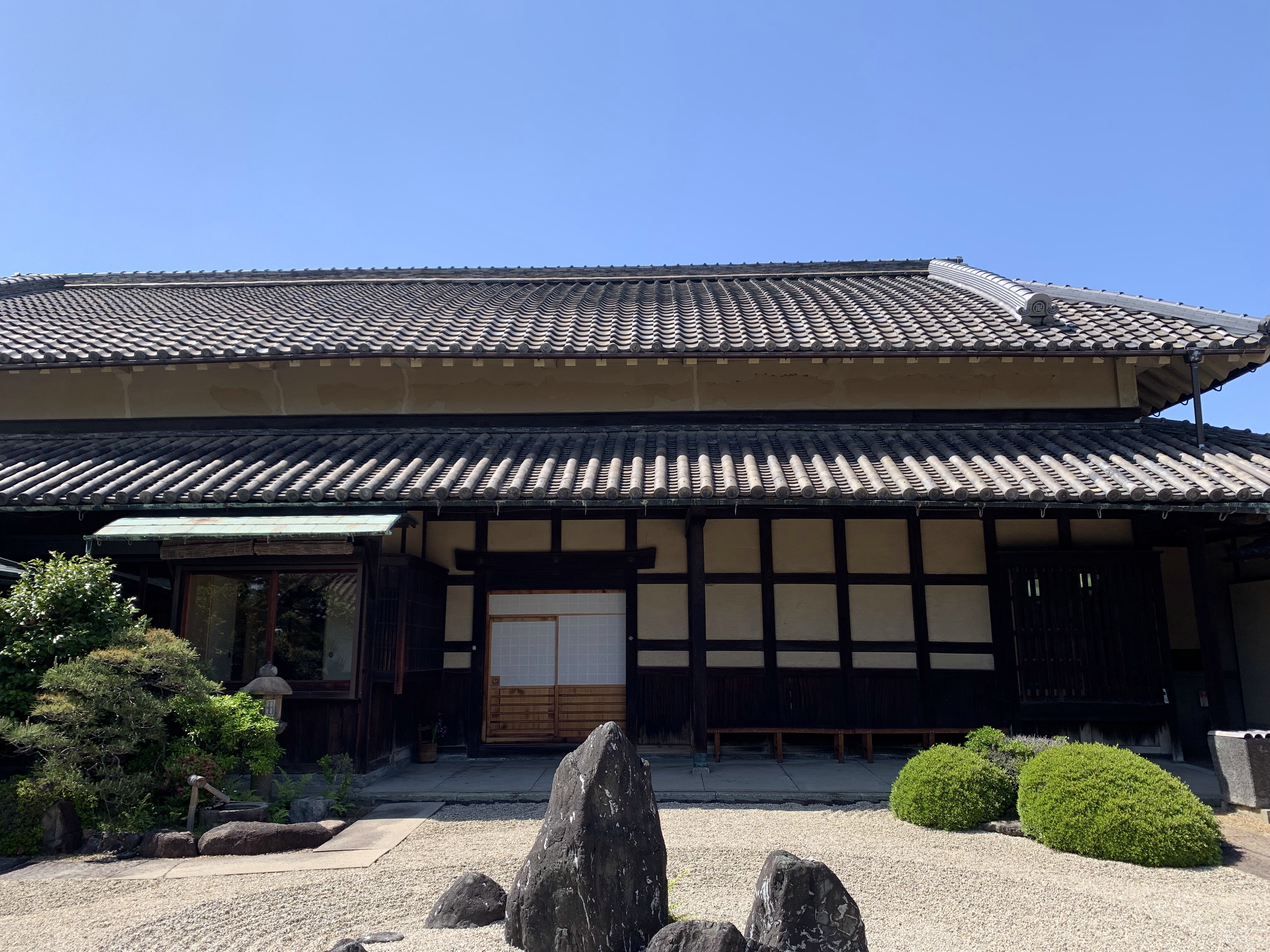
旧中西家住宅(母屋)

- 万博記念公園
1970年（昭和45年）に日本万国博覧会が開催され、その跡地は万博記念公園として再整備された。

- 紫金山公園：JR岸辺駅より北西1km。
  - 吉志部神社（所在地：吹田市岸部北4-18-1）：本殿は国の重要文化財。
  - 吉志部瓦窯跡群
  - 吹田市立博物館
  - 釈迦ヶ池
- 大神木神社（だいしんぼくじんじゃ）
  - 豊受大神宮（伊勢神宮外宮）の仮宮跡
  - 雄略天皇21年(499年頃)　天照大神の神勅により丹波国から伊勢に遷宮する際、当地に仮宮を建て１年余り鎮座した。
  - 鎮座中、当地を遷宮先の伊勢国山田ヶ原に見立て「山田ヶ原」と呼称したため、以後この地を「山田」と呼ぶようになった。
- 垂水神社（たるみじんじゃ）
  - 「石激（いはばし）る垂水の上のさ蕨の萌え出（づ）る春になりにけるかも」（万葉集／志貴皇子）
  - 「命を幸（さき）くあらむと石走る垂水の水を結びて飲みつ」（万葉集）
  - 「石（いは）走る垂水の水のはしきやし君に恋ふらく吾（あ）が心から」（万葉集）
- 泉殿宮（いづどのぐう）
  - 神楽獅子 - 泉殿宮に伝わる泉がわき出したのを喜ぶ神楽。
  - 四ヶ竹踊り - 泉殿宮に伝わる踊り。
- 高濱神社（たかはまじんじゃ）
  - 「吹田」の地名の由来となった次田村を興した古代豪族、次田連（スキタムラジ／【新選姓氏録】には吹田連）一族の氏神神社。高浜とは吹田の別名。
- 本眞寺（もと牛頭山護國寺）
- 旧仙洞御料庄屋屋敷「西尾邸」 吹田市内本町 JR吹田駅近く。武田五一設計の離れなどがある。ミニコンサートも行われる。
- 旧大庄屋屋敷「中西邸」：吹田市岸部中 JR岸辺駅の北 主屋や長屋門、勘定部屋、土蔵など7棟が国の登録有形文化財。2007年に主な部分が吹田市に寄贈された。
- ダスキン誠心館 ダスキンの研修所 庄屋屋敷を利用。
- 浜屋敷
- 吹田渡（すいたのわたし）跡：（安威川の上高浜橋付近）-江戸時代の渡し船場。
  - 「ひとわたし をくれて月に追つかれ 風もりんりん 虫もりんりん」摂津名所図会（せっつめいしょずえ）
- 吹田城
- 血の池（泪の池）
  - 大日能忍（日本達磨宗の創始者）と甥の平七兵衛景清の話より
    - 「よしさらば泪の池に身をなして心のままに月やどるらん」 西行法師
- 旧亀岡街道、吹田街道、西国街道
- ちさと（千里山・佐井寺）図書館：千里第2小学校の木造校舎を模した図書館。吹田市内に残った最後の木造校舎であった。
- 権六おどり：吹田市の旧山田村に伝わる踊り。万国博覧会でも披露された。
- 吹田産業フェア：5月。
- 吹田まつり：7月後半から7月末にかけて、吹田市内各所で行われる。神崎川では、ドラゴンボートレースが行われる。
- 千里の竹あかり：秋に数千本の竹筒にろうそくをともす。
- 吹田宮跡
- 片山神社 (吹田市)（片山村牛頭天王社）[8]
- いざなぎ神社

## ゆかりのある著名人

### 出身著名人

#### 政治・経済
- 黒田了一（第7・8代大阪府知事）
- 清水忠史（衆議院議員、元タレント）
- 笠井亮（衆議院議員、元参議院議員）
- 横田甚太郎（元衆議院議員）
- 木下智彦（前衆議院議員）
- 田中裕輔（ロコンド共同創業者・社長、シャディ会長）
- 山谷佳之（関西エアポート社長、オリックス・クレジット社長）
- 田中俊恵（警察官僚）
- 桑田龍征（実業家）
- 猪原有紀子（アップサイクル実業家）

#### 文化・芸術
- 秋田道夫（プロダクトデザイナー）
- 飯島泰蔵（情報工学者）
- 桑田二郎（漫画家） - 8マン（エイトマン）、月光仮面の漫画版など
- どおくまん（漫画家） - 大阪市東淀川区生まれ。嗚呼!!花の応援団など
- 羽衣翔 （漫画家）
- 高村薫 （小説家）
- 青山季可 （バレリーナ）
- 林田賢太 （映画監督）
- 細見彰 （化学者）
- 米沢冨美子（物理学者）
- 桑田義備（植物学者）
- 宇佐美圭司 （画家）
- 宮内孝之（華道家）
- 伊与原新（推理作家、大学教員）
- 砂川文次（小説家、地方公務員）
- 榎原猛（憲法学者）
- 岡力（コラムニスト）
- 吉野彰（ノーベル化学賞受賞、研究者）
- 寺井禎浩（プロデューサー、ジャストプロ社長、ジェイピィールーム取締役、ヤオヨロズ社長、DMM.futureworks執行役員）
- 村井秀夫（オウム真理教最高幹部）

#### 音楽家
- aiko（シンガーソングライター）
- 麻生よう子（元歌手）
- AFRA（ミュージシャン）
- 泉川秀文（尺八奏者・ミュージシャン）
- 稲葉貴子（元歌手、元太陽とシスコムーン（T&Cボンバー））
- UA（シンガー）
- 押尾コータロー（アコースティックギタリスト）
- 川中美幸（演歌歌手）
- 貴志康一（音楽家） - 生家は旧仙洞御料庄屋の西尾家
- 岸倫仔（ヴァイオリニスト）
- Saori（ミュージシャン、SEKAI NO OWARI）
- 高井淳（ベーシスト・ミュージシャン）
- 谷口誠治（芸能事務所社長、BOYS AND MENプロデューサー）
- ChouCho（歌手）
- 豊田和貴（ミュージシャン、SOPHIA）
- CICO（ミュージシャン、BENNIE K）
- 葉加瀬太郎（ヴァイオリニスト）
- 舞衣子（MAIKO）（ミュージシャン、ZONE・MARIA）
- ミヤノタカヒロ（ミュージシャン、ビリケン）
- ムツムロアキラ（ミュージシャン、ハンブレッダーズ）
- 村上てつや（ミュージシャン、ゴスペラーズ）

#### 俳優・タレント
- 石橋保（俳優）
- 京本政樹（俳優）
- 酒井一圭（俳優）
- 前田航基（俳優）
- 前田旺志郎（俳優）
- 笹木綾子（女優）
- 徳永えり（女優）
- 正木佐和（女優）
- 平岩紙（女優）
- 石橋洋貴（タレント）
- 押川唯香（タレント）
- 斉藤雪乃（タレント）
- 島田珠代（タレント）
- 白間美瑠（タレント）
- 南出一葉（元タレント）
- ムーディ勝山（お笑い芸人）
- ソエジマ隊員（お笑い芸人）
- 植野行雄（デニス）
- 池田直人（レインボー）
- 池山心（しましまんず）
- 後藤淳平（ジャルジャル）
- 伊達みきお（サンドウィッチマン）
- 田中シングル（8.6秒バズーカー）
- 田村裕（麒麟）
- 新名徹郎（ダ・ヴィンチ）
- はまやねん（8.6秒バズーカー）
- 矢部浩之（ナインティナイン）
- 大木こだま（漫才師）
- 友池中林（漫才師）
- 3代目桂春蝶（落語家）
- 神奈美帆（元宝塚歌劇団雪組トップ娘役）
- 妃海風（元宝塚歌劇団星組トップ娘役）
- 汝鳥伶（宝塚歌劇団専科男役）
- 瑠皇りあ（宝塚歌劇団月組男役）
- 恋羽みう（元OSK日本歌劇団娘役）
- 杉本ゆう（声優）
- 鉄野正豊（声優）
- 理多（声優）
- 藤田真奈(アナウンサー)
- 矢部美幸（実業家）
- YOSHI（マジシャン）

#### 放送業界
- 関岡香（毎日放送アナウンサー）
- 村西利恵（関西テレビ放送アナウンサー）
- 奥田麻衣（西日本放送アナウンサー）
- 澤田隆治（ディレクター）
- 高橋大作（朝日放送テレビ報道記者）
- 寺谷一紀（フリーアナウンサー、元NHK）
- 羽谷直子（元朝日放送アナウンサー）
- 中久木大力（三重テレビ放送アナウンサー）
- 長江俊和 （テレビディレクター）
- 内藤雄介（NHKアナウンサー）
- 齊藤初音（CBCテレビアナウンサー、元愛媛朝日テレビ）

#### スポーツ
- ザクリー・エリボ (サッカー選手、ハイチ代表)
- 大谷佐知子（バレーボール）
- T-岡田（岡田貴弘）（プロ野球選手、オリックス・バファローズ）
- 太田晴奈（女子柔道家）
- 小河真子（女子プロレスラー）
- 海本慶治（元サッカー選手、ヴィッセル神戸）
- 海本幸治郎（元サッカー選手、東京ヴェルディ）
- 片山梨絵（自転車競技、マウンテンバイク）
- 岸田護（元プロ野球選手、オリックス・バファローズ）
- 楠本泰史 (プロ野球選手、阪神タイガース)
- 小嶋達也（元プロ野球選手、元阪神タイガース）
- 佐竹雅昭（格闘家）
- 沢木啓祐（陸上競技）
- 清水盛三（バスプロ）
- 正田絢子（アマチュアレスリング、世界チャンピオン）
- 西牧未央（アマチュアレスリング、世界チャンピオン）
- 竹内公輔（バスケットボール）日本代表
- 竹内譲次（バスケットボール）日本代表
- 立浪和義（元プロ野球選手、元中日ドラゴンズ）
- 原田大輔（プロレスラー）
- 樋口黎 (レスリング選手、リオデジャネイロオリンピックレスリング男子フリースタイル57kg級銀メダリスト)
- 日野優（元サッカー選手）
- 福森直也（サッカー選手、清水エスパルス）
- 堀江翔太（ラグビー選手)
- 山村知也（ラグビー選手)
- 松の音吉松（関取、江戸時代の大坂相撲の大関）
- 南出仁寛（プロゴルファー、タレント）
- 南久雄（プロボクサー）
- 宮本慎也（元プロ野球選手、東京ヤクルトスワローズ）
- 松井繁（競艇選手）
- 安田晃大（サッカー選手）
- 安田尚憲（プロ野球選手、千葉ロッテマリーンズ）
- 安田理大（サッカー選手、ジェフユナイテッド千葉）
- 吉田宗弘（元サッカー選手）
- 宮尾信次郎（リングアナウンサー）
- 吉川峻平（プロ野球選手、アリゾナ・ダイヤモンドバックス傘下）

## 吹田市を舞台とした作品
- 水曜の朝、午前三時[9] - 蓮見圭一の小説。2001年刊。
- ホームレス中学生[10] - 田村裕の自伝。2007年刊。2008年に映画化、同年テレビドラマ化。
- 今日の空が一番好き、とまだ言えない僕は[11] - 福徳秀介の小説。2020年刊。2025年に映画化。